# Список шахістів
Цей список шахістів охоплює людей, які в першу чергу відомі як шахісти. Список є неповним і постійно оновлюється. Складений на основі аналогічного списку в англійській Вікіпедії, де про кожного шахіста зі списку є стаття. Шахісти, відсутні в англійському розділі, містять примітку з посиланням на джерело.

## А
- Якоб Аагаард (Данія, Шотландія, нар. 1973)
- Мануель Аарон ( Індія, нар. 1935)
- Іштван Абоньї ( Австро-Угорщина →  Угорщина, 1886—1942)
- Джеральд Абрамс ( Англія, 1907—1980)
- Татев Абрамян ( Вірменська РСР →  Вірменія →  США, нар. 1988)
- Леонардас Абрамявічюс ( Російська імперія →  Литовська РСР, ?—1960)
- Петер Ач ( Угорщина, нар. 1981)
- Майкл Адамс ( Англія, нар. 1971)
- Уївер Адамс ( США, 1901—1963)
- Утут Адіанто ( Індонезія, нар. 1965)
- Андраш Адор'ян ( Угорщина, нар. 1950)
- Йоханан Афек ( Ізраїль, нар. 1952)
- Володимир Афромєєв ( Російська РФСР →  Росія, нар. 1954)
- Сімен Агдестейн ( Норвегія, нар. 1967)
- Євгеній Агрест ( Білоруська РСР →  Швеція, нар. 1966)
- Георгій Агзамов ( Узбецька РСР, 1954—1986)
- Карл Ауес ( Німецька імперія →  Веймарська республіка →  Третій Рейх →  ФРН, 1883—1968)
- Джеймс Макрей Айткен ( Шотландія, 1908—1983)
- Анна Ахшарумова ( Російська РФСР →  Ізраїль →  США, нар. 1957)
- Варужан Акопян ( Вірменська РСР →  Вірменія →  США, нар. 1983)
- Володимир Акопян ( Вірменська РСР →  Вірменія, нар. 1971)
- Мохаммед Аль-Модіахі ( Катар, нар. 1974)
- Семен Алапін ( Російська імперія →  Литовська РСР, 1856—1923)
- Володимир Алаторцев ( Російська імперія →  Російська РФСР, 1909—1987)
- Адольф Альбін ( Королівство Румунія, 1848—1920)
- Лев Альбурт ( Українська РСР →  США, нар. 1945)
- Олександр Алехін ( Російська імперія →  Російська РФСР →  Франція, 1892—1946) — ЧС 1927—1934, 1937—1946
- Олексій Алехін ( Російська імперія →  Російська РФСР, 1888—1939)
- Грейс Алехін (США, Англія, Франція 1876—1956)
- Олексій Александров ( Білоруська РСР →  Білорусь, нар. 1973)
- Євген Алексєєв ( Російська РФСР →  Росія, нар. 1985)
- Конел Г'ю О'Донел Александер (Англія, 1899—1974)
- Аарон Александр ( Пруссія →  Франція →  Англія, 1765—1850)
- Нана Александрія ( Грузинська РСР →  Грузія, нар. 1949)
- Йоганн Альґаєр ( Священна Римська імперія →  Австрійська імперія, 1763—1823)
- Золтан Алмаші ( Угорщина, нар. 1976)
- Йоель Алоні ( Ізраїль, нар. 1937)
- Борис Альтерман ( Ізраїль, нар. 1970)
- Фрідріх Амелунг ( Російська імперія, 1842—1909)
- Бассем Амін ( Єгипет, нар. 1988)
- Фаррух Амонатов ( Таджицька РСР →  Таджикистан, нар. 1978)
- Ань Яньфен ( КНР, нар. 1963)
- Вішванатан Ананд ( Індія, нар. 1969) — ЧС 2000—2002, 2007—2013
- Ерік Андерсен ( Данія, 1904—1938)
- Френк Андерсон ( Канада, 1928—1980)
- Адольф Андерсен ( Пруссія →  Німецька імперія, 1818—1879) — НЧС 1851—1858, 1862—1866
- Ульф Андерссон ( Швеція, нар. 1951)
- Андренко Ірина ( Україна, нар. 1991)[1]
- Дмитро Андрєйкін ( Росія, нар. 1990)
- Завен Андріасян ( Вірменія, нар. 1989)
- Деян Антич ( Югославія →  Сербія та Чорногорія →  Сербія, нар. 1968)
- Рохеліо Антоніо ( Філіппіни, нар. 1962)
- Володимир Антошин ( Російська РФСР →  Росія, 1929—1994)
- Оскар Антце ( Німецька імперія →  Веймарська республіка →  Третій Рейх →  ФРН, 1878—1962)
- Мануель Апіселья ( Франція, нар. 1970)
- Ісаак Аппель ( Російська імперія →  Польща, 1905—1941)
- Фріціс Апшенієк ( Російська імперія →  Латвійська РСР, 1894—1941)
- Лев Аптекар ( Українська РСР →  Нова Зеландія, нар. 1936)
- Хосе Хоакін Арайза ( Мексика, 1900—1971)
- Кетеван Арахамія-Грант ( Грузинська РСР →  Грузія →  Шотландія, нар. 1968)
- Вальтер Аренсібія ( Куба, нар. 1967)
- Олександр Арещенко ( Україна, нар. 1986)
- Кіт Аркелл ( Англія, нар. 1961)
- Романас Арлаускас ( Литовська РСР →  Австралія, 1917—2009)
- Йон Арнасон ( Ісландія, нар. 1960)
- Дагур Арнгрімссон ( Ісландія, нар. 1987)
- Левон Аронян ( Вірменська РСР →  Вірменія, нар. 1982)
- Лев Аронін ( Російська РФСР, 1920—1982)
- Андрій Ашарін ( Російська імперія, 1843—1896)
- Джейкоб Ашер ( Англія →  Канада, 1841—1912)
- Арутюнова Діана Артурівна ( Україна, нар. 1988)[2]
- Костянтин Асєєв ( Російська РФСР →  Росія, 1960—2004)
- Карен Асрян (Вірменська РСР → Вірменія, 1980—2008)
- ас-Сулі ( Аббасидський халіфат, 880—946)
- Лайош Асталош ( Австро-Угорщина →  Угорщина, 1889—1956)
- Катерина Аталик ( Російська РФСР →  Росія →  Туреччина, нар. 1982)
- Суат Аталик ( Туреччина, нар. 1964)
- Генрі Ернест Аткінс ( Англія, 1872—1955)
- Арнольд Аурбах ( Російська імперія →  Франція, 1888—1952)
- Юрій Авербах ( Російська РФСР →  Росія, нар. 1922)
- Валерій Авескулов ( Україна, нар. 1986)
- Герберт Аврам ( США, 1913—2006)
- Борис Аврух ( Казахська РСР →  Казахстан →  Ізраїль, нар. 1978)
- Зураб Азмайпарашвілі ( Грузинська РСР →  Грузія, нар. 1960)

## Б
- Бабій Ольга Олегівна ( Україна, нар. 1989)[3]
- Олександр Бабурін ( Російська РФСР →  Ірландія, нар. 1967)
- Етьєн Бакро ( Франція, нар. 1983)
- Пауль Бендер ( Німецька імперія →  Веймарська республіка →  Болівія, 1906—1985)
- Георгій Багатуров ( Грузинська РСР →  Грузія, нар. 1964)
- Амір Багхері ( Іран, нар. 1978)
- Камілла Багінскайте ( Литовська РСР →  Литва →  США, нар. 1967)
- Володимир Багіров ( Литовська РСР →  Литва, 1936—2000)
- Мері Бейн ( США, 1904—1972)
- Девід Грем Бейрд ( США, 1854—1913)
- Володимир Баклан ( Українська РСР →  Україна, нар. 1978)
- Тетяна Бакланова ( Українська РСР →  Україна, нар. 1972)
- Юрій Балашов ( Російська РФСР →  Росія, нар. 1949)
- Росендо Балінас ( Філіппіни, 1941—1998)
- Золтан Балла ( Австро-Угорщина →  Угорщина, 1883—1945)
- Чаба Балог ( Угорщина, нар. 1987)
- Янос Балог ( Австро-Угорщина →  Угорщина →  Румунія, 1892—1980)
- Хуліо Бальпарда ( Уругвай, 1900?—1942)
- Амікам Балшан ( Ізраїль, нар. 1948)
- Христос Банікас ( Греція, нар. 1978)
- Анатолій Банник ( Українська РСР →  Україна, 1921—2013)
- Давід Барамідзе ( Німеччина, нар. 1988)
- Жигмонд Барас ( Австро-Угорщина →  Угорщина, 1878—1935)
- Абрам Барац ( Франція, 1895—1975)
- Херардо Барберо ( Аргентина, 1961—2001)
- Гедеон Барца ( Угорщина, 1911—1986)
- Олаф Барда ( Норвегія, 1909—1971)
- Курт фон Барделебен ( Німецька імперія →  Веймарська республіка, 1861—1924)
- Леонард Барден ( Англія, нар. 1929)
- Євген Барєєв ( Російська РФСР →  Росія →  Канада, нар. 1966)
- Роберт Генрі Барнс ( Англія →  Нова Зеландія, 1849—1916)
- Томас Вілсон Барнс ( Англія, 1825—1874)
- Олексій Барсов ( Узбецька РСР →  Узбекистан, нар. 1966)
- Матеуш Бартель ( Польща, нар. 1985)
- Діб'єнду Баруа ( Індія, нар. 1966)
- Чердас Барус ( Індонезія, нар. 1962)
- Майкл Басман ( Англія, нар. 1946)
- Крістіан Бауер ( Франція, нар. 1977)
- Йоганн Герман Бауер ( Австро-Угорщина, 1861—1891)
- Фрідріх Баумбах ( ФРН →  Німеччина, нар. 1935)
- Альберт Беккер ( Австро-Угорщина →  Австрія →  Аргентина, 1896—1984)
- Анжеліна Белаковська ( США, нар. 1969)
- Людмила Белавенець ( Російська РФСР →  Росія, нар. 1940)
- Сергій Белавенець ( Російська РФСР, 1910—1942)
- Олександр Бєлявський ( Українська РСР →  Україна →  Словенія, нар. 1953)
- Слім Белходжа (Туніс, нар. 1962)
- Яна Беллін (Чехословаччина, Англія, нар. 1947)
- Здзислав Белсицманн (Польща, бл. 1890—1920)
- Леві Беніма (Нідерланди, 1837—1922)
- Кларіче Беніні (Італія, 1905—1976)
- Джоель Бенджамін (США, нар. 1964)
- Франціско Бенко (Німеччина, Аргентина, нар. 1910)
- Пал Бенко (Франція, Угорщина, США, нар. 1928)
- Давід Берцеш (Угорщина, нар. 1990)
- Емануель Берг (Швеція, нар. 1981)
- Бела Бергер (Угорщина, Австралія, 1931—2005)
- Йоганн Непомук Берґер (Австрія, 1845—1933)
- Віктор Бергер[en] (Україна, Англія, 1904—1996)
- Нільс Берґквіст (Швеція, 1900—?)
- Теодор Бергс (Латвія, 1902—1966)
- Берелович Олександр Леонідович (Укпаїна, Німеччина, нар. 1963)[4]
- Ганс Берлінер (Німеччина, США, нар. 1929)
- Івар Берн (Норвегія, нар. 1967)
- Карл Берндтссон (Швеція, 1892—1943)
- Якоб Бернстайн (США, ?—1958)
- Йосип Бернштейн (Україна, Франція, 1882—1962)
- Сідні Норман Бернстайн (США, 1911—1992)
- Якоб Бернстайн (Ізраїль, нар. 1939)
- Маріо Берток (Хорватія, нар. 1929)
- Катаріна Бесков (Швеція, 1867—1939)
- Луї Бетбедер Матібе (Франція, нар. 1901)
- Карлос Бетіньш (Латвія, 1867—1943)
- Зігмунд Бойтум (Австрія, 1890—1966)
- Вінай Бат (США, нар. 1984)
- Карлос Бєліцькі (Аргентина, нар. 1940)
- Мартін Бієр (Німеччина, 1854—1934)
- Горас Бігелоу (США, 1898—1980)
- Іштван Білек (Угорщина, нар. 1932)
- Пауль Рудольф фон Більгер (Німеччина, 1815—1840)
- Моріц Бількар[en] (Франція, 1876—?)
- Ріфат Бін-Саттар (Бангладеш, нар. 1974)
- Генрі Берд (Англія, 1830—1908)
- Натан Бірнбойм (Ізраїль, нар. 1950)
- Клаус Бішофф (Німеччина, нар. 1961)
- Артур Бісгаєр (США, нар. 1929)
- Пітер Баясас (Греція, Канада, нар. 1950)
- Дімітріє Бєліца (Сербія, нар. 1935)
- Рой Тернбулл Блек (США, 1888—1962)
- Джозеф Генрі Блекберн (Англія, 1841—1924)
- Арманд Блекмар (США, 1826—1888)
- Джозеф Генрі Блейк (Англія, 1859—1951)
- Абрам Бласс (Польща, Ізраїль, 1895—?)
- Блаті Отто Тітус (Угорщина, 1860—1939)
- Макс Блау (Німеччина, Швейцарія, 1918—1984)
- Людвіґ Бледов (Німеччина, 1795—1846)
- Павел Блем (Польща, нар. 1980)
- Дірк Блейкманс (Нідерланди, Індонезія, 1875—?)
- Яків Блейман (Литва, Ізраїль, 1947—2004)
- Кельвін Блокер (США, нар. 1955)
- Клод Блудгуд (США, 1937—2001)
- Беніамін Блюменфельд (Білорусь, Росія, 1884—1947)
- Макс Блюміх (Німеччина, 1886—1942)
- Борис Блюмін (Росія, Канада, США, 1907—1998)
- Мілко Бобоцов (Болгарія, нар. 1931)
- Дмитро Бочаров (Росія, нар. 1982)
- Семюел Боден (Англія, 1826—1882)
- Федір Богатирчук (Україна, Канада, 1892—1984)
- Богданович Станіслав Едуардович (Україна, нар. 1993)[5]
- Юхим Боголюбов (Україна, Німеччина, 1889—1952)
- Паоло Бої (Італія, 1528—1598)
- Хакобо Болбочан (Аргентина, 1906—1984)
- Хуліо Болбочан (Аргентина, 1920—1996)
- Ісаак Болеславський (Україна, 1919—1977)
- Віорел Бологан (Молдова, нар. 1971)
- Ігор Бондаревський (Росія, 1913—1979)
- Ееро Боок (Фінляндія, 1910—1990)
- Валентина Борисенко (Росія, 1920—1993)
- Боровиков Владислав Романович (Україна, нар. 1973)[6]
- Бортник Олександр Миколайович (Україна, нар. 1996)
- Теа Босбом-Ланчава (Нідерланди, Грузія, нар. 1974)
- Джордж Боттерілл (Англія, Уельс, нар. 1949)
- Михайло Ботвинник (Росія, 1911—1995)
- Луї Шарль де Лабурдонне (Франція, 1795—1840)
- Сезар Бутевіль (Vietnam, Франція, нар. 1917)
- Олена Бойцун (Україна, нар. 1983)
- Юліус Брах (Чехословаччина, 1881—1938)
- Дьюла Бреєр (Угорщина, 1893—1921)
- Альфред Брінкман (Німеччина, 1891—1967)
- Мірко Бредер (Угорщина, Сербія, 1911—1943)
- Міклош Броді (Угорщина, Румунія, 1877—1949)
- Бродський Михайло Леонідович (Україна, нар. 1969)[7]
- Володимир Брон (Україна, 1909—1985)
- Давид Бронштейн (Україна, 1924—2006)
- Волтер Браун (Австралія, США, 1949—2015)
- Агнєшка Брустман (Польща, нар. 1962)
- Лазаро Брузон (Куба, нар. 1982)
- Стеллан Брюнелль (Швеція, нар. 1962)
- Бу Сянчжі (Китай, нар. 1985)
- Генрі Томас Бокль (Англія, 1821—1862)
- Жерардо Будовський (Німеччина, Франція, Венесуела, Коста-Рика, нар. 1925)
- Вінценті Будзиньський (Польща, Франція, 1815—1866)
- Букса Наталія Ігорівна (Україна, нар. 1996)
- Констан Фердінан Бурій (Франція, США, 1866—1914)
- Амос Берн (Англія, 1848—1925)
- Альгімантас Бутнорюс (Литва, нар. 1946)
- Єлизавета Бикова (Росія, 1913—1989)
- Дональд Бірн (США, 1930—1976)
- Роберт Бірн (США, нар. 1928)

## В
- Максим Ваш'є-Лаграв (Франція, нар. 1990)
- Рафаель Ваганян (Вірменія, нар. 1951)
- Самуїл Вайнштейн (Росія, 1894—1942)
- Анатолій Вайсер (Казахстан, Франція, нар. 1949)
- Макс Вайсс (Угорщина, Австрія, 1857—1927)
- Повілас Вайтоніс (Литва, Канада, 1911—1983)
- Мармадюк Вайвілл (Англія, 1814—1896)
- Арпад Вайда (Угорщина, 1896—1967)
- Франсіско Вальєхо Понс (Іспанія, нар. 1982)
- Майкл Валво (США, 1942—2004)
- Арнольд ван ден Гук (Нідерланди, 1921—1945)
- Паул ван дер Стеррен (Нідерланди, нар. 1956)
- Джон Ван дер Віл (Нідерланди, нар. 1959)
- Арнолд ван Форест (Нідерланди, 1863—1954)
- Дірк ван Форест (Нідерланди, 1862—1956)
- Норман Ван Леннеп (Нідерланди, 1872—1897)
- Ерман Ван Рімсдейк (Нідерланди, Бразилія, нар. 1948)
- Тео ван Схелтінґа (Нідерланди, 1914—1994)
- Луї Ван Вліт (Нідерланди, 1870—1932)
- Люк ван Велі (Нідерланди, нар. 1972)
- Cyril Vansittart (Англія, Італія, 1852—1887)
- Золтан Варга (Угорщина, нар. 1970)
- Егон Варнус (Угорщина, нар. 1933)
- Євген Васюков (Росія, нар. 1933)
- Александер Вагнер (Польща, 1868—1942)
- Генріх Вагнер (Німеччина, 1888—1959)
- Віктор Валтуч (Англія, 1875—1953)
- Джошуа Вайцкін (США, нар. 1976)
- Карл Ауґуст Вальбродт (Нідерланди, Німеччина, 1871—1902)
- Джордж Вокер (Англія, 1803—1879)
- Макс Вальтер (Словаччина, 1896—1940)
- Ван Хао (Китай, нар. 1989)
- Ван Лей (Китай, нар. 1975)
- Ван Пінь (Китай, нар. 1974)
- Ван Жуй (Китай, нар. 1978)
- Wang Yu (Китай, нар. 1982)
- Ван Юе (Китай, нар. 1987)
- Кріс Вард (Англія, нар. 1968)
- Мійоко Ватаї (Японія, нар. 1945)
- Джон Леонард Ватсон (США, нар. 1951)
- Вільям Ватсон (Англія, нар. 1962)
- Роберт Вейд (Нова Зеландія, Англія, 1921—2008)
- Петар Веліков (Болгарія, нар. 1951)
- Драголюб Велимирович (Сербія, 1942—2014)
- У Веньцзінь (Китай, нар. 1976)
- Гаврило Вересов (Росія, 1912—1979)
- Веніаміно Вергані (Італія, 1863—1927)
- Джованні Вескові (Бразилія, нар. 1978)
- Борис Верлинський (Україна, Росія, 1888—1950)
- Престон Вере (США, 1821—1891)
- Кеті Ворвік (Англія, нар. 1968)
- Вільям Вейт (Англія, 1829—1898)
- Саймон Вебб (Англія, 1949—2005)
- Том Ведберг (Швеція, нар. 1953)
- Чжоу Вейці (Китай, нар. 1986)
- Генрі Венінк (Нідерланди, 1892—1931)
- Отто Вегемунд (Німеччина, 1870—1928)
- Вольфганг Вейл (Австрія, 1912—1945)
- Пітер Веллс (Англія, нар. 1965)
- Карл Веммерс (Німеччина, 1845—1882)
- Вень Ян (Китай, нар. 1988)
- Ян Верле (Нідерланди, нар. 1984)
- Гай Вест (Австралія, нар. 1958)
- Хейккі Вестерінен (Finland, нар. 1944)
- Бернардо Векслер (Румунія, Аргентина, 1925—1992)
- Казімір де Вейдліх (Польща, 1859—1913)
- Норман Вітакер (США, 1890—1975)
- Мікаель Віденкеллер (Швеція, нар. 1963)
- Артур Вейнанс (Індонезія, Нідерланди, 1920—1945)
- Елайджа Вільямс (Англія, 1810—1854)
- Шимон Вінавер (Польща, 1838—1920)
- Карл Готтліб фон Віндіш (Slovakia, Угорщина, Австрія, 1725—1793)
- Пітер Вінстон (США, нар. 1958)
- Вільям Вінтер (Англія, 1898—1955)
- Віктор Вінц (Німеччина, Ізраїль, Аргентина, нар. 1906)
- Джон Віскер (Англія, 1846—1884)
- Александер Віттек (Хорватія, Австрія, 1852—1894)
- Мілан Відмар (Словенія, 1885—1962)
- Мілан Відмар мол. (Словенія, 1909—1980)
- Суббараман Віджаялакшмі (Індія, нар. 1979)
- Беніто Вільєгас (Аргентина, 1877—1952)
- Яків Вільнер (Україна, 1899 — бл. 1930)
- Вільям Семюел Вінер (Австралія, 1881—1933)
- Ісакас Вістанецкіс (Литва, Ізраїль, 1910—2000)
- Микита Вітюгов (Росія, нар. 1987)
- Алвіс Вітоліньш (Латвія, 1946—1997)
- Євген Владіміров (Казахстан, нар. 1957)
- Erwin Voellmy (Швейцарія, 1886—1951)
- Сергій Волков (Росія, нар. 1974)
- Андрій Волокітін (Україна, нар. 1986)
- Лариса Вольперт (Росія, нар. 1926)
- Андрій Вовк (Україна, нар. 1991)
- Юрій Вовк (Україна, нар. 1988)
- Александар Вол (Австралія, нар. 1963)
- Антоні Войцеховський (Польща, 1905—1938)
- Радослав Войташек (Польща, нар. 1987)
- Олександр Войткевич (Латвія, Польща, США, 1963—2006)
- Генріх Вольф (Австрія, 1875—1943)
- Зігфрід Реджинальд Вольф (Австрія, Ізраїль, 1867—1951)
- Паула Вольф-Кальмар (Австрія, 1881—1931)
- Балдуїн Вольфф (Німеччина, 1819—1907)
- Патрік Волфф (США, нар. 1968)
- Вон Мен Кун (Сингапур, нар. 1963)
- Звонко Вранешич (Хорватія, Канада, нар. 1938)
- Баруч Гарольд Вуд (Англія, 1909—1989)
- Мілан Вукчевич (Сербія, США, 1937—2003)
- Мілан Вукіч (Сербія, Боснія, нар. 1942)
- Владімір Вукович (Хорватія, 1898—1975)
- Костянтин Вигодчиков (Білорусь, Росія, 1892—1941)
- Олексій Вижманавін (Росія, 1960—2000)
- Цзюй Веньцзюнь (Китай, нар. 1991)

## Г
- Вільгельм Ганштейн (Німеччина, 1811—1850)
- Хосров Гаранді (Іран, нар. 1950)
- Стюарт Гаслінгер (Англія, нар. 1981)
- Боріс де Грейфф (Колумбія, нар. 1930)
- Анна Ган (Латвія, США, нар. 1976)
- Віталій Гальберштадт (Україна, Франція, 1903—1967)
- Тунч Гамарат (Туреччина, Австрія, 1946)
- Мераб Гагунашвілі (Грузія, нар. 1985)
- Олександр Галкін (Росія, нар. 1979)
- Джозеф Галлахер (Англія, Швейцарія, нар. 1964)
- Аліса Галлямова (Росія, нар. 1972)
- Сурья Шехар Гангулі (Індія, нар. 1983)
- Гаррієт Гант (Англія, нар. 1978)
- Нона Гапріндашвілі (Грузія, нар. 1941)
- Валер'ян Гапріндашвілі (Грузія, нар. 1982)
- Карлос Гарсія Палермо (Аргентина, Італія, нар. 1953)
- Раймундо Гарсія (Аргентина, нар. 1936)
- Тимур Гарєєв (Узбекистан, нар. 1988)
- Ельдар Гасанов (Україна, нар. 1982)
- Вугар Гашимов (Азербайджан, 1986—2014)
- Карл Гамппе (Швейцарія, Австрія, 1814—1876)
- Мілтон Ганауер (США, 1908—1988)
- Макс Гармоніст (Німеччина, 1864—1907)
- Даніель Гарвіц (Німеччина, Франція, 1823—1884)
- Вільям Гарстон (Англія, нар. 1947)
- Вольфганг Гайденфельд (Німеччина, Південна Африка, Ірландія, 1911—1981)
- Герберт Гайніке (Бразилія, Німеччина, 1905—1988)
- Арвед Гайнріхсен (Литва, 1879—1900)
- Джеймс Генгем (США, 1840—1923)
- Германн фон Геннекен (Німеччина, 1810—1886)
- Марк Гебден (Англія, нар. 1958)
- Ейнар Геусел (Норвегія, нар. 1963)
- Віктор Гавриков (Литва, Швейцарія, нар. 1957)
- Тамаз Гелашвілі (Грузія, 1978)
- Борис Гельфанд (Білорусь, Ізраїль, нар. 1968)
- Юхим Геллер (Україна, 1925—1998)
- Узі Геллер (Ізраїль, нар. 1931)
- Ганс Гехт (Німеччина, нар. 1939)
- Джонні Гектор (Швеція, нар. 1964)
- Фенні Геемскерк (Нідерланди, 1919—2007)
- Петар Генов (Болгарія, нар. 1970)
- Кіріл Георгієв (Болгарія, нар. 1965)
- Крум Георгієв (Болгарія, нар. 1958)
- Ерньо Геребен (Угорщина, Швейцарія 1907—1988)
- Регіна Герлецька (Польща, 1913—1983)
- Еуженіо Герман (Бразилія, 1930—2001)
- Теодор Германн (Латвія, 1879—1935)
- Алік Гершон (Ізраїль, нар. 1980)
- Едвард Герстенфельд (Польща, Україна 1915—1943)
- Георгі Гешев (Болгарія, 1903—1937)
- Ехсан Гаем Магамі (Іран, нар. 1982)
- Тигран Гарамян (Франція, нар. 1984)
- Аміт Гасі (Англія, нар. 1987)
- Флорін Георгіу (Румунія, нар. 1944)
- Карл Геллінг (Німеччина, 1904—1937)
- Юхан Гелльстен (Швеція, нар. 1975)
- Герман Гелмс (США, 1870—1963)
- Рон Генлі (США, нар. 1956)
- Бальдур Генлінгер (Австрія, Німеччина, 1905—1990)
- Вальтер Геннебергер (Швейцарія, 1883—1969)
- Дін Герготт (Канада, нар. 1962)
- Зігмунд Герланд (Румунія, 1865—1954)
- Роза Герман (Польща, 1902—1995)
- Гільберто Ернандес Герреро (Мексика, нар. 1970)
- Тігер Гілларп Перссон (Швеція, нар. 1970)
- Вільгельм Гільзе (Німеччина, 1878—1940)
- Моше Гіршбейн (Польща, 1894—1940)
- Мозез Гіршель (Німеччина, 1754 — бл. 1823)
- Філіпп Гіршфельд (Німеччина, 1840—1896)
- Йоганнес Гірсінг (Данія, 1872—1954)
- Еллен Гілберт (США 1837—1900)
- Джессі Гілберт (Англія, 1987—2006)
- Карл Гільг (Чехословаччина, Німеччина, 1901—1981)
- Айварс Гіпсліс (Латвія, 1937—2000)
- Аніш Гірі (Нідерланди, нар. 1994)
- Маттео Гладіг (Італія, 1880—1915)
- Едуард Гласс (Австрія, 1902 — після 1980)
- Євген Глейзеров (Росія, нар. 1963)
- Ігор Глек (Росія, Німеччина, нар. 1961)
- Светозар Глігорич (Сербія, 1923—2012)
- Фернан Гобе (Швейцарія, нар. 1962)
- Мікеле Годена (Італія, нар. 1967)
- Альберт Годжес (США, 1861—1944)
- Джуліан Годжсон (Англія, нар. 1963)
- Леопольд Гоффер (Угорщина, Франція, Англія, 1842—1913)
- Карл Голландер (Німеччина, 1868—?)
- Едіт Голловей (Англія, 1868—1956)
- Alphonse Goetz (Франція, 1865—1934)
- Леонід Гофштейн (Ізраїль, нар. 1953)
- Jason Goh Koon-Jong (Сингапур, нар. 1989)
- Goh Weiming (Сингапур, нар. 1983)
- Самуель Голд (Угорщина, Австрія, США, 1835—1920)
- Олександр Гольдін (Росія, нар. 1965)
- Русудан Голетіані (Грузія, США, нар. 1980)
- Кельсо Гольмайо Торріенте (Куба, Іспанія, 1879—1924)
- Кельсо Гольмайо Супіде (Іспанія, Куба, 1820—1898)
- Мануель Ґольмайо (Куба, Іспанія, 1883—1973)
- Віталій Голод (Україна, Ізраїль. 1971)
- Гаррі Ґоломбек (Англія, 1911—1995)
- Олександр Голощапов (Україна, нар. 1978)
- Александер Фердінанд фон дер Гольц (Німеччина, 1819—1858)
- Валентина Голубенко (Естонія, Хорватія, нар. 1990)
- Михайло Голубєв (Україна, нар. 1970)
- Олексій Гончаров (Росія, 1879—1913)
- Gong Qianyun (Китай, нар. 1985)
- Джейсон Гонсалес (Філіппіни, нар. 1969)
- Хосе Гонсалес Гарсія (Мексика, нар. 1973)
- Хуан Карлос Гонсалес Самора (Мексика, нар. 1968)
- Стівен Гордон (Англія, нар. 1986)
- Деніел Гормаллі (Англія, нар. 1976)
- Джордж Госсіп (США, Англія, 1841—1907)
- Вальтер фон Гольцгаузен (Австрія, Німеччина, 1876—1935)
- Соломон Готгільф (Росія, 1903—1967)
- Герман фон Ґоттшалль (Німеччина, 1862—1933)
- Властіміл Горт (Чехословаччина, Німеччина, нар. 1944)
- Ізраель Горовіц (США, 1907—1973)
- Бернгард Горвіц (Німеччина, Англія, 1807—1885)
- Генрі Госмер (США, 1837—1892)
- Кларенс Говелл (США, 1881—1936)
- Девід Говелл (Англія, нар. 1990)
- Борис Грачов (Росія, 1986)
- Александер Граф (Узбекистан, Німеччина, нар. 1962)
- Соня Граф (Німеччина, Аргентина, США, 1908—1965)
- Хуліо Ернесто Гранда Суньїга (Перу, нар. 1967)
- Юен Грін (Нова Зеландія, нар. 1950)
- Алон Грінфельд (США, Ізраїль, нар. 1964)
- Джон Гріф (США, нар. 1947)
- Бернхард Грегорі (Естонія, Німеччина, 1879—1939)
- Гізела Кан Грессер (США, 1906—2000)
- Хельгі Гретарссон (Ісландія, нар. 1977)
- Річард Гріффіт (Англія, 1872—1955)
- Микола Григор'єв (Росія, 1895—1935)
- Аветік Григорян (Вірменія, нар. 1989)
- Вінценз Грімм (Австрія, Угорщина, 1800—1872)
- Олександр Грищук (Росія, нар. 1983)
- Ефстратіос Грівас (Греція, нар. 1966)
- Арістід Громер (Франція, нар. 1909)
- Адріан де Грот (Нідерланди, нар. 1914)
- Єгуда Грюнфельд (Польща, Ізраїль, нар. 1956)
- Джеймс Гранді (Англії, США, 1855—1919)
- Ізаак Гринфельд (Польща, Ізраїль, нар. 1920)
- Збінек Грачек (Чехія, нар. 1970)
- Карел Громадка (Богемія, Чехословаччина, 1887—1956)
- Вінсенз Грубий (Чехія, Австрія, Італія, 1856—1917)
- Гу Сяобін (Китай, нар. 1985)
- Ion Gudju (Румунія, 1897—1988)
- Едуард Гуфельд (Україна, США, 1936—2002)
- Ільзе Гуггенбергер (Колумбія, нар. 1942)
- Карлос Гімар (Аргентина, 1913—1998)
- Білл Гук (США, Британські Віргінські острови, 1925—2010)
- Борис Гулько (Росія, США, нар. 1947)
- Гуннар Гундерсен (Франція, Норвегія, Австралія, 1882—1943)
- Абгіджіт Гупта (Індія, нар. 1989)
- Дмитро Гуревич (Росія, США, нар. 1956)
- Ілля Гуревич (Україна, США, нар. 1972)
- Михайло Гуревич (Україна, Бельгія, Туреччина, нар. 1959)
- Бухуті Гургенідзе (Грузія, 1933—2008)
- Ян Густафссон (Німеччина, нар. 1979)
- Emanuel Guthi (Ізраїль, нар. 1930)
- Лев Гутман (Латвія, Ізраїль, Німеччина, нар. 1945)
- Фріц Гіглі (Швейцарія, 1896—1980)
- Роберт Гюбнер (Німеччина, нар. 1948)

## Ґ
- Роберто Ґрау (Аргентина, 1900—1944)
- Джоакіно Ґреко (Італія, 1600 — бл. 1634)
- Генрі Ґроб (Швейцарія, 1904—1974)
- Ісидор Ґунсберґ (Угорщина, Англія, 1854—1930)
- Карл Ґерінґ (Німеччина, 1841—1879)
- Ернст Ґрюнфельд (Австрія, 1893—1962)

## Д
- Артур Дейк (США, 1910—2000)
- Педро Даміано (Португалія, 1480—1544)
- Мато Дам'янович (Хорватія, 1927—2011)
- Йоста Даніельсон (Швеція, 1912—1978)
- Сільвіо Данаїлов (Болгарія, нар. 1961)
- А. Полак Даніелс (Нідерланди, до 1855—після 1883)
- Давид Данюшевський (Польща, 1885—1944)
- Клаус Дарга (Німеччина, нар. 1934)
- Альберто Давід (Люксембург, нар. 1970)
- Жак Давідсон (Нідерланди, 1890—1961)
- Найджел Дейвіс (Англія, нар. 1960)
- Frederick Deacon (Бельгія, 1829—1875)
- Чаккравартхі Діпан (Індія, нар. 1987)
- Маріг'є Дегранде (Бельгія, нар. 1992)
- Александер Делчев (Болгарія, нар. 1971)
- Юджин Делмар (США, 1841—1909)
- Олена Дембо (Росія, Ізраїль, Угорщина, Греція, нар. 1983)
- Арнольд Денкер (США, 1914—2005)
- Олександр Дешапель (Франція, 1780—1847)
- Андрій Дев'яткін (Росія, нар. 1980)
- Пауль Девос (Бельгія, 1911—1981)
- Макс Джадд (Польща, США, 1851—1906)
- Баадур Джобава (Грузія, нар. 1983)
- Волтер Джон (Польща, Німеччина, 1879—1940)
- Чжан Чжун (Китай, Сінгапур, нар. 1978)
- Гавейн Джонс (Англія, нар. 1987)
- Айоло Джонс (Уельс, нар. 1947)
- Андре Діамант (Бразилія, нар. 1990)
- Еміль Йозеф Дімер (Німеччина, 1908—1990)
- Марк Дізен (США, 1957—2008)
- Юліус Дімер (Німеччина, 1871—1945)
- Натан Дівінскі (Канада, нар. 1925)
- Руне Дьюрхуус (Норвегія, нар. 1970)
- Максим Длугі (Росія, США, нар. 1966)
- Йозеф Добіаш (Богемія, Чехословаччина, 1886—1981)
- Йозеф Добкін (Росія, Ізраїль, нар. 1909)
- Юрій Дохоян (Росія, нар. 1964)
- Сергій Долматов (Росія, нар. 1959)
- Леньєр Домінгес Перес (Куба, нар. 1983)
- Йозеф Домінік (Польща, 1894—1920)
- Задок Домніц (Ізраїль, нар. 1933)
- Олена Дональдсон-Ахмиловська (Росія, Грузія, США, нар. 1957)
- Вільям Джон Доналдсон (США, нар. 1958)
- Іво Донєв (Австрія, нар. 1959)
- Йоганнес Гендрікус Доннер (Нідерланди, 1927—1988)
- Йосип Дорфман (Україна, Франція, нар. 1952)
- Олексій Дрєєв (Росія, нар. 1969)
- Леонідс Дрейбергс (Латвія, США, 1908—1969)
- Курт Драєр (Німеччина, ПАР, 1909—1981)
- Тихомил Дрезга (Хорватія, США, 1903—1981)
- Юрій Дроздовський (Україна, нар. 1984)
- Харіка Дронаваллі (Індія, нар. 1991)
- Лерой Дубек (США, нар. 1939)
- Серафіно Дюбуа (Італія, 1817—1899)
- Даніїл Дубов (Росія, нар. 1996)
- Андреас Дюкштейн (Угорщина, Австрія, нар. 1927)
- Жан Дюфрень (Німеччина, 1829—1893)
- Андреас Дум (Німеччина, Швейцарія, 1883—1975)
- Дітріх Дум (Німеччина, Швейцарія, 1880—1954)
- Ганс Дум (Німеччина, Швейцарія, 1878—1946)
- Артур Дункельблюм (Польща, Belgium, 1906—1979)
- Олдржих Дурас (Богемія, Чехословаччина, 1882—1957)
- Федір Дуз-Хотимирський (Україна, 1879—1965)
- Марк Дворецький (Росія, нар. 1947)
- Йоанна Двораковська (Польща, нар. 1978)
- Едуард Дікгофф (Німеччина, 1880—1949)
- В'ячеслав Дидишко (Білорусь, нар. 1949)
- Борух Ісраел Дінер (Польща, Belgium, Ізраїль, 1903—1979)
- Семен Двойріс (Росія, нар. 1958)
- Нана Дзагнідзе (Грузія, нар. 1987)
- Роман Джинджихашвілі (Грузія, Ізраїль, США, нар. 1944)
- Марат Джумаєв (Узбекистан, нар. 1976)

## Е
- Жан Ебер (Канада, нар. 1957)
- Лейф Егорд (Норвегія, нар. 1952)
- Брюс Еймос (Канада, нар. 1946)
- Джуд Ейсерс (США, нар. 1944)
- Моріс Ешлі (Ямайка → США, нар. 1966)
- Марсель Ефроїмскі (Ізраїль, 1995)
- Яан Ельвест (Естонія, нар. 1962)
- Рахіль Ейдельсон (Білорусь, нар. 1958)
- В'ячеслав Ейнгорн (Україна, 1956)
- Луїс Айзенберг (Україна, США, 1876—після 1909)
- Бент Екенберг (Швеція, 1912—1986)
- Фольке Екстрем (Швеція, 1906—2000)
- Еріх Елісказес (Австрія, Німеччина, Аргентина, 1913—1997)
- Павло Ельянов (Україна, нар. 1983)
- Моїссей Ельяшофф (Литва, 1870—1919)
- Джон Еммс (Англія, нар. 1967)
- Луцийс Ендзелінс (Естонія, Латвія, Австралія, 1909—1981)
- Єнс Еневольдсен (Данія, 1907—1980)
- Людвіґ Енґельс (Німеччина, Бразилія, 1905—1967)
- Бертольд Енґліш (Австрія, 1851—1897)
- Давід Енох (Ізраїль, нар. 1900)
- Штефан Ердельї (Угорщина, Румунія, 1905—1968)
- Ганна Ереньська (Польща, нар. 1946)
- Вільгельм Ернст (Німеччина, 1905—1952)
- Джон Ангус Ерскін (Нова Зеландія, Австралія, 1873—1960)
- Берге Естенстад (Норвегія, нар. 1964)
- Яків Эстрін (Росія, 1923—1987)
- Макс Ейве (Нідерланди, 1901—1981)
- Ларрі Еванс (США, 1932—2010)
- Вільям Еванс (Уельс, 1790—1872)
- Олександр Евенсон (Україна, 1892—1919)
- Дьожьо Екснер (Угорщина, 1864—1945)

## Є
- Фредерік Єйтс (Англія, 1884—1932)
- Олаво Єпес (Еквадор, нар. 1937)
- Троцкі Єпес (Еквадор, 1940—2010)
- Єрмолинський Олексій Владиславович (США, нар. 1958)
- Захар Єфименко (Україна, 1985)
- Володимир Єпішин (Росія, нар. 1965)
- Євген Єрменков (Болгарія, Палестина, нар. 1949)
- Флоріан Єнні (Швейцарія, нар. 1980)

## Ж
- Юзеф Жабінський (Польща, 1860—1928)
- Пенг Жаокін (Китай, який нар. 1968)
- Віктор Желяндинов (Україна, нар. 1935)
- Адольф Житогорський (Польща, Англія, 1807—1882)
- Амедей Жібо (Франція, 1885—1957)
- Жао Жонг-Юань (Китай, Австралія, нар. 1986)
- Поль Жорно (Франція, 1821—1882)
- Наталя Жукова (Україна, нар. 1979)

## З
- Арон Заблудовський (Польща, 1909—1941)
- Беата Завадська (Польща, нар. 1986)
- Йоланта Завадська (Польща, нар. 1987)
- Aldo Zadrima (Албанія, нар. 1948)
- Володимир Загоровський (Росія, 1925—1994)
- Сергій Загребельний (Узбекистан, нар. 1965)
- Олександр Зайцев (Росія, 1935—1971)
- Ігор Зайцев (Росія, нар. 1938)
- Лазар Залкінд (Україна, 1886—1945)
- Адольф Зайц (Німеччина, Аргентина 1898—1970)
- Абрам Замиховський (Україна, 1908—1978)
- Пабло Зарніцкі (Аргентина, нар. 1972)
- Затонських Ганна Віталіївна (Україна, США, нар. 1978)
- Тетяна Затуловська (Азербайджан, Росія, Ізраїль, нар. 1935)
- Кіра Зворикіна (Україна, Росія, Білорусь, Болгарія, 1919—2014)
- Вадим Звягінцев (Росія, нар. 1976)
- Елмарс Земгаліс (Латвія, США, нар. 1923)
- Фрідріх Земіш (Німеччина, 1896—1975)
- Яків Зільберман (Ізраїль, нар. 1954)
- Франтішек Зіта (Чехословаччина, 1909—1977)
- Євген Зноско-Боровський (Росія, Франція, 1884—1954)
- Олександр Зубарєв (Україна, нар. 1979)
- Микола Зубарєв (Росія, 1894—1951)
- Бертольд Зуле (Польща, Німеччина, 1837—1904)
- Гюго Зюхтинг (Німеччина, 1874—1916)

## И
- Тину Ийм (Естонія, нар. 1941)

## І
- Ільдар Ібрагімов (Росія, США, нар. 1967)
- Белла Ігла (Росія, Ізраїль, нар. 1985)
- Хуан Ільєско (Румунія, Аргентина, 1898—1968)
- Роландо Ілла (США, Куба, Аргентина, 1880—1937)
- Мігель Ільєскас Кордоба (Іспанія, нар. 1965)
- Олександр Ільїн-Женевський (Росія, 1894—1941)
- Ернесто Інаркієв (Киргизстан, Росія, нар. 1985)
- Нана Іоселіані (Грузія, нар. 1962)
- Андрей Істрецеску (Румунія, нар. 1985)
- Василь Іванчук (Україна, нар. 1969)
- Іван Іванішевич (Сербія, нар. 1977)
- Олександр Іванов (США, нар. 1956)
- Ігор Іванов (Росія, Канада, США, 1947—2005)
- Божидар Іванович (Чорногорія, нар. 1949)
- Борислав Івков (Сербія, нар. 1933)
- Джеймс Іде (США, 1957)
- Стефан Ізбінський (Україна, 1884—1912)
- Звіад Ізорія (Грузія, нар. 1984)
- Хоу Іфань (Китай, нар. 1994)

## Ї
- Бетул Джемре Їлдиз (Туреччина, нар. 1989)

## Й
- Віорел Йордаческу (Молдова, нар. 1977)
- Свейн Йоханнессен (Норвегія, 1937—2007)
- Дерріл Йохансен (Австралія, нар. 1959)
- Ганс Йонер (Швейцарія, 1889—1975)
- Пауль Йонер (Швейцарія, 1887—1938)
- Лейф Ерленд Йоханнессен (Норвегія, нар. 1980)

## К
- Бернхард Каган (Польща, Німеччина, 1866—1932)
- Шимон Каган (Ізраїль, нар. 1942)
- Віктор Кан (Росія, Франція, 1889—1971)
- Григорій Кайданов (Україна, Росія, США, нар. 1959)
- Осмо Кайла (Finland, 1916—1991)
- Карліс Іварс Кальме (Латвія, Німеччина, США, 1939—2003)
- Гата Камський (Росія, США, нар. 1974)
- Ілля Кан (Росія, 1909—1978)
- Цінь Каньїн (Китай, нар. 1974)
- Маркус Канн (Австрія, 1820—1886)
- Альберт Капенгут (Білорусь, нар. 1945)
- Хуліо Каплан (Аргентина, Puerto Rico, США, нар. 1950)
- Дар'я Капш (Словенія, нар. 1981)
- Мона Мей Карфф (Молдова, Росія, Palestine, США, 1914—1998)
- Сергій Карякін (Україна, нар. 1990)
- Анастасія Карлович (Україна, нар. 1982)
- Анатолій Карпов (Росія, нар. 1951)
- Айзек Кешден (США, 1905—1985)
- Рустам Касимджанов (Узбекистан, нар. 1979)
- Гаррі Каспаров (Azerbaijan, Росія, нар. 1963)
- Генріх Каспарян (Вірменія, 1910—1995)
- Мирослав Катетов (Чехословаччина, 1918—1995)
- Артур Кауфманн (Румунія, Австрія, 1872—1940)
- Любомир Кавалек (Чехословаччина, США, нар. 1943)
- Рохіні Каділкар (Індія, нар. 1963)
- Муртас Кажгалєєв (Kazakhstan, нар. 1973)
- Флоренсіо Кампоманес (Філіппіни, 1927—2010)
- Даніель Кампора (Аргентина, нар. 1957)
- Естебан Каналь (Перу, Італія, 1896—1981)
- Аріанн Каоїлі (Австралія, нар. 1986)
- Хосе Рауль Капабланка (Куба, 1888—1942)
- Родольфо Кардосо (Філіппіни, нар. 1937)
- Рут Кардосо (Бразилія, 1934—2000)
- Карл Карлс (Німеччина, 1880—1958)
- Магнус Карлсен (Норвегія, нар. 1990)
- Понтус Карлссон (Швеція, нар. 1982)
- Гораціо Каро (Англія, Німеччина, 1862—1920)
- Берна Карраско (Чилі, нар. 1914)
- П'єтро Каррера (Сицилія, 1573—1647)
- Фабіано Каруана (Подвійне громадянство: США та Італія, нар. 1992)
- Вінченцо Кастальді (Італія, 1916—1970)
- Маріанно Кастілло (Чилі, 1905—1970)
- Германн Кейданскі (Польща, Німеччина, 1865—1938)
- Дітер Келлер (Швейцарія, нар. 1936)
- Едіт Келлер-Геррманн (Німеччина, нар. 1921)
- Рудольф Келлер (Німеччина, 1917—1993)
- Браєн Келлі (Ірландія, нар. 1978)
- Еміль Кемені (Угорщина, США, 1860—1925)
- Едвінс Кеньгіс (Латвія, нар. 1959)
- Г'ю Александер Кеннеді (Ірландія, Англія, 1809—1878)
- Пауль Керес (Естонія, 1916—1975)
- Александер Кевіц (США, 1902—1981)
- Фелікс Кібберманн (Естонія, перед 1914)
- Георг Кінінгер (Німеччина, 1902—1975)
- Реймонд Кін (Англія, нар. 1948)
- Ліонель Кізерицький (Естонія, Франція, 1806—1853)
- К. Кізерицький (Естонія, Росія, бл. 1870 — після 1922)
- Деніел Кінг (Англія, нар. 1963)
- Олоф Кіннмарк (Швеція, 1897—1970)
- Ове Кіннмарк (Швеція, нар. 1944)
- Оскар Кіньйонес (Перу, нар. 1941)
- Мігель Кінтерос (Аргентина, нар. 1947)
- Георг Клаус (Німеччина, 1912—1974)
- Ян Клечинський (молодший) (Польща, 1875—1939)
- Ян Клечинський (старший) (Польща, 1837—1895)
- Ернест Кляйн (Австрія, Англія, 1910—1990)
- Пауль Кляйн (Німеччина, Ecuador, нар. 1930)
- Йозеф Клінг (Німеччина, 1811—1876)
- Яніс Клованс (Латвія, 1935—2010)
- Дьюла Клюгер (Угорщина, 1914—1994)
- Ларрі Крістіансен (США, 1956)
- Германн Клеменц (Естонія, 1846—1908)
- Альбер Клерк (Франція, 1830—1918)
- Ганс Кмох (Австрія, Нідерланди, США, 1894—1973)
- Райнер Кнаак (Німеччина, нар. 1953)
- Віктор Кнорре (Росія, 1840—1919)
- Джон Кокрейн (Англія, 1798—1878)
- Еріх Кон (Німеччина, 1884—1918)
- Вільгельм Кон (Німеччина, 1859—1913)
- Едґар Колле (Бельгія, 1897—1932)
- Джон Вільям Коллінз (США, 1912—2001)
- Юджин Ернест Колмен (Англія, 1878—1964)
- Адріан Ґарсія Конде (Мексика, Англія, 1886—1943)
- Гампі Конеру (Індія, нар. 1987)
- Стюарт Конквест (Англія, нар. нар. 1967)
- Аня Корк (Англія, Гонконг, нар. 1990)
- Ніколаас Кортлевер (Нідерланди, 1915—1995)
- Хуан Корсо (Куба, 1873—1941)
- Карло Коціо (Італія, бл. 1715 — бл. 1780)
- Михайло Кобалія (Росія, нар. 1978)
- Олександр Кобленц (Латвія, 1916—1993)
- Бертольд Кох (Німеччина, 1899—1988)
- Олександр Кочієв (Росія, нар. 1956)
- Артур Коган (Україна, Ізраїль, нар. 1974)
- Борис Коган (СРСР, США, 1940—1993)
- Антон Колер (Німеччина,. перед 1914)
- Станіслав Кон (Польща, 1895—1940)
- Фрідріх Кенлейн (Німеччина, 1879—1916)
- Дмитро Кокарєв (Росія, 1982)
- Атанас Колєв (Болгарія, нар. 1967)
- Іґнац фон Коліш (Словаччина, Австрія-Угорщина, 1837—1899)
- Якуб Кольський (Польща, 1899—1941)
- Джордж Колтановскі (Бельгія, США, 1903—2000)
- Генрієта Конарковська-Соколов (Польща, Сербія, нар. 1938)
- Кондратьєв Павло Овсійович (СРСР, 1924—1984)[8]
- Гампі Конеру (Індія, 1987)
- Імре Кеніг (Угорщини, Югославії, Англії, США, 1899—1992)
- Єжи Коніковський (Польща, Німеччина, нар. 1947)
- Олександр Константинопольський (Україна, 1910—1990)
- Денні Копек (США, нар. 1954)
- Віктор Корчной (Росія, Швейцарія, нар. 1931)
- Акшайрадж Коре (Індія, нар. 1988)
- Антон Коробов (Україна, нар. 1985)
- Імре Короді (Угорщина, 1905—1969)
- Олексій Коротильов (Росія, нар. 1977)
- Йона Косашвілі (Грузія, Ізраїль, нар. 1970)
- Гарі Кошницький (Молдова, Австралія, 1907—1999)
- Надія Косинцева (Росія, нар. 1985)
- Тетяна Косинцева (Росія, нар. 1986)
- Олександра Костенюк (Росія, нар. 1984)
- Бора Костіч (Австро-Угорщина, Югославія, 1887—1963)
- Ян Котрч (Чехословаччина, 1862—1943)
- Васіліос Котроніас (Греція, нар. 1964)
- Павло Коцур (Казахстан, нар. 1974)
- Олександр Котов (Росія, 1913—1981)
- Ченєк Коттнауер (Чехословаччина, Англія, 1910—1996)
- Влатко Ковачевич (Хорватія, нар. 1942)
- Олександр Ковчан (Україна, нар. 1983)
- Борис Коялович (Росія, 1867—1941)
- Валентина Козловська (Росія, нар. 1938)
- Зденко Кожул (Хорватія, нар. 1966)
- Спенсер Крекенторп (Австралія, 1885—1936)
- Піа Крамлінг (Швеція, нар. 1963)
- Робер Крепо (Франція, 1900—1994)
- Вальтер Крус (Бразилія, 1910—1967)
- Мігель Куеллар (Колумбія, 1916—1985)
- Йозеф Кукєрман (Польща, Франція, 1900—1941)
- Джессі Краай (США, нар. 1972)
- Яйр Крайдман (Ізраїль, нар. 1932)
- Адо Кремер (Німеччина, 1898—1972)
- Адольф Крамер (Німеччина, 1871—1934)
- Хайє Крамер (Нідерланди, 1917—2004)
- Володимир Крамник (Росія, нар. 1975)
- Михайло Красенков (Росія, Польща, нар. 1963)
- Орла Германн Краузе (Данія, 1867—1935)
- Мартин Кравців (Україна, нар. 1990)
- Борис Крейман (Росія, США, нар. 1976)
- Йозеф Крейчик (Австрія, 1885—1957)
- Леон Кремер (Польща, 1901—1941)
- Мартін Кройцер (Німеччина, нар. 1962)
- Любов Крістол (Росія, Ізраїль, нар. 1944)
- Станіслав Крівенцов (Росія, США, нар. 1973)
- Микола Крогіус (Росія, нар. 1930)
- Пауль Крюгер (Німеччина, 1871—1939)
- Ірина Круш (Україна, США, нар. 1983)
- Юрій Криворучко (Україна, нар. 1986)
- Арвід Куббель (Росія, 1889—1938)
- Леонід Куббель (Росія, 1891—1942)
- Сергій Кудрін (Росія, США, нар. 1959)
- Адам Куліговський (Польща, нар. 1955)
- Кайдо Кюлаотс (Естонія, нар. 1976)
- Абгіджіт Кунте (Індія, нар. 1977)
- Авраам Купчик (Білорусь, США, 1892—1970)
- Віктор Купрейчик (Білорусь, нар. 1949)
- Боян Кураїца (Bosnia and Herzegovina, нар. 1947)
- Ігор Курносов (Росія, 1985—2013)
- Алла Кушнір (Росія, Ізраїль, 1941—2013)
- Геннадій Кузьмін (Росія, нар. 1946)
- Юрій Кузубов (Україна, нар. 1990)
- Башар Куатлі (Сирія, Ліван, Франція, нар. 1958)
- Jan Kvíčala (Чехословаччина, 1868—1939)
- Джон Кардо (США, який нар. 1931)

## Л
- Катерина Лагно (Україна, нар. 1989)
- Богдан Лаліч (Югославія/Хорватія, Англія, нар. 1964)
- Ервін Л'Амі (Нідерланди, нар. 1985)
- Франк Лампрехт (Німеччина, нар. 1968)
- Костянтин Ланда (Росія, нар. 1972)
- Сало Ландау (Польща, Нідерланди, 1903—1944)
- Чжао Лань (Китай, нар. 1963)
- Гері Лейн (Англія, Австралія, нар. 1964)
- Ліза Лейн (США, нар. 1938)
- Макс Ланге (Німеччина, 1832—1899)
- Саломон Ланглебен (Польща, 1862—1939)
- Бент Ларсен (Данія, 1935—2010)
- Ернст Ларссон (Швеція, 1897—1963)
- Тассіло фон Гейдебранд унд дер Лаза (Росія/Німеччина, 1818—1899)
- Бертольд Ласкер (Німеччина, 1860—1928)
- Едвард Ласкер (Польща, Німеччина, США, 1885—1981)
- Емануїл Ласкер (Німеччина, Росія, США, 1868—1941)
- Мілда Лауберте (Латвія, нар. 1918)
- Лехо Лаурентіус (Естонія, Швеція, 1904—1998)
- Жоель Лотьє (Канада, Франція, нар. 1973)
- Дарвін Лайло (Філіппіни, нар. 1980)
- Фредерік Лазар (Франція, 1883—1948)
- Гюстав Лазар (Франція, 1876—1949)
- Мілунка Лазаревич (Сербія, нар. 1932)
- Віктор Лазнічка (Чехія, нар. 1988)
- Ле Куанг Льєм (Vietnam, нар. 1991)
- Сергій Лебедєв (Росія, 1868—1942)
- Пітер Лі (Англія, нар. 1943)
- Леґаль де Кермюр (Франція, 1702—1792)
- Анатолій Лейн (Росія, США, нар. 1931)
- Петер Леко (Угорщина, нар. 1979)
- Джованні Леонардо да Кутро (Італія, 1542—1587)
- Пауль Саладін Леонгардт (Польща, Німеччина, 1877—1934)
- Александр Лендерман (США, нар. 1989)
- Джеймс Е. Леонард (США, 1841—1862)
- Костянтин Лернер (Україна, 1950—2011)
- Александр Лесьєж (Канада, нар. 1975)
- Норман Лессінг (США, 1911—2001)
- Рене Летельє (Чилі, 1915—2006)
- Григорій Левенфіш (Польща, Росія, 1889—1961)
- Олександр Левін (Росія, 1871—1929)
- Джейкоб Левін (США, 1904—?)
- Наум Левін (Україна, Австралія, нар. 1933)
- Ірина Левітіна (Росія, США, 1954)
- Степан Левитський (Росія, 1876—1924)
- Девід Леві (Шотландія, нар. 1945)
- Єжи Леві (Польща, Швеція, 1949—1972)
- Моріц Левітт (Німеччина, 1863—1936)
- Лі Чао (Китай, нар. 1989)
- Лі Шилун (Китай, нар. 1977)
- Лі Венлян (Китай, нар. 1967)
- Лі Цзунянь (Китай, нар. 1958)
- Лян Чун (Китай, нар. 1980)
- Лян Цзіньжун (Китай, нар. 1960)
- Володимир Ліберзон (Росія, Ізраїль, нар. 1937)
- Теодор Ліхтенгайн (Німеччина, США, 1829—1874)
- Еспен Лі (Норвегія, нар. 1984)
- К'єтіль Александер Лі (Норвегія, нар. 1980)
- Андор Лілієнталь (Угорщина, Росія, 1911—2010)
- Дарсі Ліма (Бразилія, нар. 1962)
- Лін Та (Китай, нар. 1963)
- Лін Вейгуо (Китай, нар. 1970)
- Пауль Ліпке (Німеччина, 1870—1955)
- Ісаак Липницький (Україна, 1923—1959)
- Самуель Ліпшюц (Угорщина, США, 1863—1905)
- Георгій Лісіцин (Росія, 1909—1972)
- Пауль Ліст (Україна, Німеччина, Англія, 1887—1954)
- Марта Літинська (Україна, нар. 1949)
- Джон Літлвуд (Англія, нар. 1931)
- Лю Шилань (Китай, нар. 1962)
- Лю Веньцзе (Китай, нар. 1940)
- Любомир Любоєвич (Сербія, нар. 1950)
- Ерік Лоброн (США, Німеччина, нар. 1960)
- Йозеф Локвенц (Австрія, 1899—1974)
- Джамбатіста Лоллі (Італія, 1698—1769)
- Рюдолф Ломан (Нідерланди, 1861—1932)
- Вільям Ломбарді (США, нар. 1937)
- Руй Лопес де Сеґура (Іспанія, бл. 1530 — бл. 1580)
- Едвард Леве (Англія, 1794—1880)
- Отто Левенборг (Швеція, 1888—1969)
- Йоганн Левенталь (Угорщина, Англія, 1810—1876)
- Мойсей Ловцький (Україна, Польща, 1881—1940)
- Сем Лойд (США, 1841—1911)
- Смбат Лпутян (Вірменія, нар. 1958)
- Луїс Рамірес де Лусена (Іспанія, бл. 1465 — бл. 1530)
- Маркас Лукіс (Литва, Аргентина, 1905—1973)
- Андрій Лукін (Росія, нар. 1948)
- Ерік Лундін (Швеція, 1904—1988)
- Константін Лупулеску (Румунія, нар. 1984)
- Томас Лютер (Німеччина, нар. 1969)
- Крістофер Луц (Німеччина, нар. 1971)

## М
- Малінін Василь Борисович (СРСР, Росія, нар. 1956)[9]
- Готліб Махате (Німеччина, 1904—1974)
- Александрас Махтас (Литва, Ізраїль, 1892—1973)
- Бартоломей Мацея (Польща, нар. 1977)
- Джордж Генрі Макензі (Шотландія, США, 1837—1891)
- Ніколас Маклеод (Канада, 1870—1965)
- Карлос Мадерна (Аргентина, 1910—1976)
- Ільдіко Мадл (Угорщина, нар. 1969)
- Ельмар Магеррамов (Азербайджан, нар. 1958)
- Йоанна Майдан-Гаєвська (Польща, нар. 1988)
- Казімєж Макарчик (Польща, 1901—1972)
- Володимир Макогонов (Азербайджан, 1904—1993)
- Маковец Дьюла (Угорщина, 1860—1903)
- Вадим Малахатько (Україна, Бельгія, нар. 1977)
- Володимир Малахов (Росія, нар. 1980)
- Відмантас Малішаускас (Литва, нар. 1963)
- Володимир Маланюк (Росія, Україна, нар. 1957)
- Борис Малютін (Росія, 1883—1920)
- Ніджат Мамедов (Азербайджан, нар. 1985)
- Шахріяр Мамед'яров (Азербайджан, нар. 1985)
- Рауф Мамедов (Азербайджан, нар. 1988)
- Марія Манакова (Сербія, нар. 1974)
- Кармен Мар (Словенія, нар. 1987)
- Наполеон Мараш (Франція, США, 1818—1875)
- Макс Марханд (Нідерланди, 1888—1957)
- Ґеорґ Марко (Румунія, Австрія, 1863—1923)
- Аліса Марич (Сербія, нар. 1970)
- Мір'яна Марич (Сербія, нар. 1970)
- Міхаїл Марін (Румунія, нар. 1965)
- Беатрис Марінелло (Чилі, нар. 1964)
- Серджіо Маріотті (Італія, нар. 1946)
- Ян Маркош (Словаччина, нар. 1985)
- Томаш Марковський (Польща, нар. 1975)
- Роберт Маркуш (Сербія, нар. 1984)
- Геза Мароці (Угорщина, 1870—1951)
- Давіде Маротті (Італія, 1881—1940)
- Дражен Марович (Хорватія, нар. 1938)
- Френк Маршалл (США, 1877—1944)
- Діон Мартінес (Куба, США, 1837—1928)
- Джованні Мартіноліч (Італія, 1884—1910)
- Ріко Маскарінас (Філіппіни, нар. 1954)
- Хушанг Машіян (Іран, Ізраїль, нар. 1938)
- Джеймс Мезон (Ірландія, США, Англія, 1849—1905)
- Дімітріос Мастровасіліс (Греції, нар. 1983)
- Александар Матанович (Сербія, нар. 1930)
- Германіс Матісонс (Латвія, 1894—1932)
- Мілан Матулович (Сербія, нар. 1935)
- Світлана Матвєєва (Росія, нар. 1969)
- Карл Маєт (Німеччина, 1810—1868)
- Ісаак Мазель (Білорусь, Росія, 1911—1943)
- Ніл Макдональд (Англія, нар. 1967)
- Олександр Макдоннелл (Ірландія, 1798—1835)
- Колін Макнаб (Шотландії, нар. 1961)
- Люк Макшейн (Англія, нар. 1984)
- Енріке Мекінг (Бразилія, нар. 1952)
- Антоніо Медіна (Іспанія, 1919—2003)
- Едмар Медніс (Латвія, США, 1937—2002)
- Сусанто Мегаранто (Індонезія, нар. 1987)
- Філіпп Майтнер (Австрія, 1838—1910)
- Ольга Менчик (Росія, Чехословаччина, Англія, 1908—1944)
- Вера Менчик (Росія, Чехословаччина, Англія, 1906—1944)
- Юліус Мендгайм (Німеччина, 1788—1836)
- Джонатан Местел (Англія, нар. 1957)
- Йоганнес Метгер (Німеччина, 1850—1926)
- Вольдемарс Межгайліс (Латвія, нар. 1912)
- Пауль Міхель (Німеччина, Аргентина, 1905—1977)
- Вальтер Міхель (Швейцарія, 1888—після 1935)
- Реджиналд Прайс Мічелл (Англія, 1873—1938)
- Жак Мізес (Німеччина, Англія, 1865—1954)
- Самуель Мізес (Німеччина, 1841—1884)
- Владас Мікенас (Естонія, Литва, 1910—1992)
- Адріян Михальчишин (Україна, Словенія, нар. 1954)
- Віктор Міхалевський (Білорусі, Ізраїлю, нар. 1972)
- Ігор Міладинович (Сербія, нар. 1974)
- Антоні Майлс (Англія, 1955—2001)
- Здравко Мілєв (Болгарія, 1929—1984)
- Борислав Милич (Югославія, 1925—1986)
- Софі Мільє (Франція, нар. 1983)
- Стюарт Мілнер-Беррі (Англія, 1906—1995)
- Вадим Мілов (Росія, Ізраїль, Швейцарія, нар. 1972)
- Арташес Мінасян (Вірменія, нар. 1987)
- Йоганнес Мінквіц (Німеччина, 1843—1901)
- Ніколай Мінєв (Болгарія, США, нар. 1931)
- Драголюб Мініч (Чорногорія, 1936—2005)
- У Мінцянь (Китай, нар. 1961)
- Євген Мірошниченко (Україна, нар. 1978)
- Азер Мірзоєв (Азербайджан, нар. 1978)
- Весна Мішанович (Боснія, нар. 1964)
- Каміль Мітонь (Польща, нар. 1984)
- Ліліт Мкртчян (Вірменія, нар. 1982)
- Стеш Млотковскі (США, 1881—1943)
- Абрам Модель (Латвія, Росія, 1896—1976)
- Чарлз Мьоле (США, 1859—1898)
- Йорген Меллер (Данія, 1873—1944)
- Штефан Мор (Німеччина, нар. 1967)
- Олександр Моїсеєнко (Україна, нар. 1980)
- Балдур Мюлер (Ісландія, нар. до 1921)
- Ауґустус Монґредьєн (Англія, 1807—1888)
- Леон Моноссон (Білорусь, Франція, 1892—1943)
- Юліус дю-Мон (Франція, Англія, 1881—1956)
- Маріо Монтічеллі (Італія, 1902—1995)
- Марія Тереса Мора (Куба, 1902—1980)
- Ельшан Мораді (Іран, нар. 1985)
- Люсіана Моралес Мендоса (Перу, нар. 1987)
- Калікст Моравський (Польща, 1859 — бл. 1939)
- Бруно Моріц (Німеччина, Еквадор, 1900— ?)
- Іван Моровіч (Чилі, нар. 1963)
- Олександр Мороз (Україна, 1961—2009)
- Олександр Морозевич (Росія, нар. 1977)
- Пол Морфі (США, 1837—1884)
- Джон Моррісон (Канада, 1889—1975)
- Ніяз Муршед (Бангладеш, нар. 1966)
- Пол Мотвані (Шотландія, нар. 1962)
- Олександр Мотильов (Росія, нар. 1979)
- Сергій Мовсесян (Вірменія, Словаччина, нар. 1978)
- Пауль Мросс (Польща, Німеччина, нар. 1910)
- Мартін Мрва (Словаччина, нар. 1971)
- Андре Мюффан (Франція, 1897—1989)
- Ганс Мюллер (Австрія, 1896—1971)
- Карстен Мюллер (Німеччина, нар. 1970)
- Сесар Муньос (Еквадор, нар. 1929)
- Пйотр Мурдзя (Польща, нар. 1975)
- Яків Мурей (Росія, Ізраїль, нар. 1941)
- Аугусто де Муро (Аргентина ? —1959)
- Фіона Мутесі (Уганда, нар. 1966)
- Анна Музичук (Україна, Словенія, нар. 1990)
- Лхамсуренгийн Мягмарсурен (Монголія, нар. 1938)
- Г'ю Маєрс (США, 1930—2008)

## Н
- Ашот Наданян (Вірменія, нар. 1972)
- Аркадій Найдіч (Латвія, Німеччина, нар. 1985)
- Оскар Неґелі (Швейцарія, 1885—1959)
- Геза Надь (Угорщина, 1892—1953)
- Мігель Найдорф (Польща, Аргентина, 1910—1997)
- Хікару Накамура (Японія, США, нар. 1987)
- Вільям Нейпір (Англії, США, 1881—1952)
- Маріо Наполітано (Італія, 1910—1995)
- Ренатоанья (Філіппіни, нар. 1940)
- Шрінатаянан (Індія, нар. 1994)
- Даніельодицький (США, нар. 1995)
- Давид Навара (Чехія, нар. 1985)
- Віра Небольсіна (Росія, нар. 1989)
- Озрен Неделькович (Сербія, 1903—1984)
- Гастон Нідлман (Аргентина, нар. 1990)
- Парімар'ян Негі (Індія, нар. 1993)
- Іво Ней (Естонія, нар. 1931)
- Олег Нейкірх (Грузія, Болгарія, 1914—1985)
- Катерина Нємцова (Чехія, нар. 1990)
- Володимир Ненароков (Росія, 1880—1953)
- Ян Непомнящий (Росія, нар. 1990)
- Вінченцо Нестлер (Італія, 1912—1988)
- Августін Нойманн (Австрія, 1879—1906)
- Ґустав Нойман (Німеччина, 1838—1881)
- Владислав Неведнічий (Румунія, нар. 1969)
- Валерій Невєров (Україна, нар. 1962)
- Рашид Нежметдінов (Росія, 1912—1974)
- Ні Хуа (Китай, нар. 1983)
- Арно Нікель (Німеччина, нар. 1952)
- Брайон Ніколофф (Канада, 1956—2004)
- Бйорн Нільсен (Данія, 1907—1949)
- Петер Гейне Нільсен (Данія, нар. 1973)
- Торкіл Нільсен (Фарерські острови, нар. 1964)
- Вальтер Ніпхаус (Німеччина, 1923—1992)
- Юрій Ніколаєвський (Україна, нар. 1937)
- Іоанніс Ніколаїдіс (Греція, нар. 1971)
- Предраг Ніколіч (Боснія і Герцеговина, нар. 1960)
- Аллан Нільссон (Швеція, 1899—1949)
- Арон Німцович (Латвія, Данія, 1886—1935)
- Ning Chunhong (Китай, який нар. 1968)
- Лівіу-Дітер Нісіпяну (Румунія, нар. 1976)
- Йозеф Ноа (Угорщина, 1856—1903)
- Хесус Ногейрас (Куба, нар. 1959)
- Федеріко Норчія (Італія, 1904—1985)
- Хольґер Норман-Гансен (Данія, 1899—1984)
- Девід Норвуд (Англія, нар. 1968)
- Даніель Нотебоом (Нідерланди, 1910—1932)
- Ігор Новіков (Україна, США, нар. 1962)
- Микола Новотельнов (Росія, 1911—2006)
- Гайнц Новарра (Німеччина, 1897—1945 ?)
- Джон Нанн (Англія, нар. 1955)
- Фрідріх Нюрнберг (Німеччина, 1909—1984)
- Томі Нюбак (Фінляндія, нар. 1985)
- Густав Ніхольм (Швеція, 1880—1957)
- Ілля Нижник (Україна, нар. 1996)

## О
- Якоб Оґаард (Данія → Шотландія, нар. 1973)
- Ральф Окессон (Швеція, нар. 1955)
- Кевін О'Коннелл (Англія, Ірландія, нар. 1949)
- Ханджар Одєєв (Туркменістан, нар. 1972)
- Джон О'Хенлон (Ірландія, 1876—1960)
- Каарле Оянен (Фінляндія, нар. 1918)
- Альберік О'Келлі (Бельгія, 1911—1980)
- Фрідрік Олафссон (Ісландія, нар. 1935)
- Хельгі Олафссон (Ісландія, нар. 1956)
- Михайло Олексієнко (Україна, нар. 1986)
- Лембіт Олль (Естонія, 1966—1999)
- Адольф Олланд (Нідерланди, 1867—1933)
- Антон Олсон (Швеція, 1881—після 1928)
- Олександр Оніщук (Україна, США, нар. 1975)
- Карел Опоченскі (Чехословаччина, 1892—1975)
- Вільгельм Орбах (Німеччина, 1894—1944)
- Менахем Орен (Польща, Ізраїль, 1901—1962)
- Жерард Оскам (Нідерланди, 1880—1952)
- Джон Овен (Англія, 1827—1901)
- Арно Ошар (Франція, нар. 1971)
- Сесіль Оссерно (Франція, нар. 1998)
- Карліс Озолс (Латвія, Австралія, 1912—2001)

## П
- Людек Пахман (Чехословаччина, Німеччина, 1924—2003)
- Нікола Бочев Падевський (Болгарія, нар. 1933)
- Елізабет Петц (Німеччина, нар. 1985)
- Младен Палач (Хорватія, нар. 1971)
- Семен Палатник (Україна, США, нар. 1950)
- Луїс Палау (Аргентина, 1897—1971)
- Віктор Пальчяускас (Литва, США, нар. 1941)
- Річард Пеллісер (Англія, нар. 1981)
- Рудольф Пальме (Австрія, 1910—2005)
- Раян Палмер (Ямайка, нар. 1974)
- Давор Пало (Данія, нар. 1985)
- Оскар Панно (Аргентина, нар. 1935)
- Василь Панов (Росія, 1906—1973)
- Марк Парагуа (Філіппіни, нар. 1984)
- Шаді Парідар (Іран, нар. 1986)
- Мірча Пирліграс (Румунія, нар. 1980)
- Бруно Парма (Словенія, нар. 1941)
- Френк Парр (Англія, 1918—2003)
- Луї Паульсен (Німеччина, 1833—1891)
- Вільфрід Паульсен (Німеччина, 1828—1901)
- Душко Павасович (Хорватія, Словенія, нар. 1975)
- Макс Пейві (США, 1918—1957)
- Жирі Пелікан (Чехословаччина, Аргентина, 1906—1985)
- Яннік Пеллетьє (Швейцарія, нар. 1976)
- Роман Пельц (Україна, Канада, нар. 1937)
- Пен Сяомінь (Китай, нар. 1973)
- Пен Чжаоцінь (Китай, нар. 1978)
- Чжан Пенсян (Китай, нар. 1980)
- Джонатан Пенроуз (Англія, нар. 1933)
- Коріна Пептан (Румунія, нар. 1978)
- Юліус Перліс (Польща, Австрія, 1880—1913)
- Фредерік Перрен (Англії, США, 1815—1889)
- Раафі Персіц (Англія, Ізраїль, Швейцарія, нар. 1934)
- Нік Перт (Англія, нар. 1981)
- Джон Пітерс (США, нар. 1951)
- Юзефс Петкевич (Латвія, нар. 1940)
- Аршак Петросян (Вірменія, нар. 1953)
- Давид Петросян (Вірменія, нар. 1984)
- Тигран Петросян (Вірменія, Грузія, СРСР, 1929—1984)
- Олександр Петров (Росія, 1794—1867)
- Владімірс Петровс (Латвія, 1907—1943)
- Герхард Пфайфер (Німеччина, 1923—2000)
- Луїс П'яцціні (Аргентина, 1905—1980)
- Єрун Пікет (Нідерланди, нар. 1969)
- Гаррі Нельсон Пільсбері (США, 1872—1906)
- Герман Пільник (Німеччина, Аргентина, 1914—1981)
- Кароль Пільц (Польща, 1903—1939)
- Альберт Пінкус (США, 1903—1984)
- Йожеф Пінтер (Угорщина, нар. 1953)
- Вася Пірц (Словенія, 1907—1980)
- Рудольф Пітшак (Чехословаччина, США, нар. 1902)
- Карл Пічель (Австрія, 1829—1883)
- Ян Плахетка (Словаччина, нар. 1945)
- Альбін Планінц (Словенія, 1944—2008)
- Джеймс Пласкетт (Англії, Іспанії, нар. 1960)
- Казімєж Плятер (Польща, 1915—2004)
- Ігор Платонов (Україна, 1934—1995)
- Йозеф Плац (Німеччина, США, 1905—1981)
- Ісаяс Плесі (Аргентина, 1907—1979)
- Давід Подгорцер (Австрія, нар. до 1916)
- Наталя Погоніна (Росія, 1985)
- Генрик Погорєлий (Польща, 1908—1943)
- Ернест Погосянц (Україна, 1935—1990)
- Йосип Погребиський (Україна, 1906—1971)
- Амос Покорний (Чехословаччина, 1890—1949)
- Рудольф Покорний (Чехія, Мексика, США, 1880—після 1920)
- Джуліо Чезаре Полеріо (Італія, 1548—1612)
- Юдіт Полгар (Угорщина, нар. 1976)
- Сьюзен Полгар (Угорщина, США, нар. 1969)
- Софія Полгар (Угорщина, Ізраїль, нар. 1974)
- Елізабета Поліхроніаде (Румунія, 1935—2016)
- Дейвід Полланд (США, нар. 1915)
- Вільям Поллок (Велика Британія, 1859—1896)
- Лев Полугаєвський (Білорусь, Росія, 1934—1995)
- Артуро Помар (Іспанія, нар. 1931)
- Руслан Пономарьов (Україна, нар. 1983)
- Доменіко Понціані (Італія, 1719—1796)
- Степан Попель (Польща, Франція, США, 1909—1987)
- Ігнаци фон Попель (Австро-Угорщина, Польща, 1863—1941)
- Петар Попович (Югославія, Сербія, нар. 1959)
- Артур Поплавський (Польща, Швейцарія, 1860—1918)
- Йозеф Порат (Німеччина, Ізраїль, 1909—1996)
- Моріц Поргес (Чехія, Австрія-Угорщина, 1857—1909)
- Лайош Портіш (Угорщина, нар. 1937)
- Ерхардт Пост (Німеччина, 1881—1947)
- Євген Постний (Ізраїль, нар. 1981)
- Петро Потьмкін (Росія, Франція, 1886—1926)
- Володимир Поткін (Росія, нар. 1982)
- Людовіт Потучек (Словаччина, нар. до 1921)
- Крістіан Поулсен (Данія, 1912—1981)
- Атуса Пуркашіян (Іран, нар. 1988)
- Боркі Предоєвич (Боснія, нар. 1987)
- Едіт Шарлотт Прайс (Англія, 1872—1952)
- Лодевейк Прінс (Нідерланди, нар. 1913)
- Світлана Пруднікова (Росія, нар. 1967)
- Давид Пшепюрка (Польща, 1880—1942)
- Псахіс Лев Борисович (Росія, Ізраїль, нар. 1958)
- Ленка Пташнікова (Чехословаччини, Ісландії, який нар. 1976)
- Стоян Пуц (Словенія, 1921—2004)
- Вікторс Пуполс (Латвія, США, нар. 1935)
- Сесіл Перді (Нова Зеландія, Австралія, 1906—1979)
- Джон Перді (Австралія, нар. 1935)

## Р
- Браслав Рабар (Хорватія, 1919—1973)
- Абрам Рабінович (Литва, Росія, 1878—1943)
- Ілля Рабінович (Росія, 1891—1942)
- Теймур Раджабов (Азербайджан, нар. 1987)
- Іван Радулов (Болгарія, нар. 1939)
- Маркус Раггер (Австрія, нар. 1988)
- В'ячеслав Рагозін (Росія, 1908—1962)
- Зіаур Рахман (Бангладеш, нар. 1974)
- Моріс Райзман (Молдова, Росія, Франція 1905—1974)
- Івета Райліх (Польща, нар. 1981)
- Рамачандран Рамеш (Індія, нар. 1976)
- Алехандро Рамірес (Коста-Рика, нар. 1988)
- Річард Раппорт (Угорщина, нар. 1996)
- Нухим Рашковський (Росія, нар. 1946)
- Ільмар Рауд (Естонія, Аргентина, 1913—1941)
- Всеволод Раузер (Україна, 1908—1941)
- Юрій Разуваєв (Росія, 1945—2012)
- Даміан Река (Аргентина, 1894—1937)
- Ганс Реє (Нідерланди, нар. 1944)
- Браєн Рейллі (Франція, Англія, Ірландія, 1901—1991)
- Дімітрі Рейндерман (Нідерланди, нар. 1972)
- Фред Рейнфельд (США, 1910—1964)
- Генріх Рейнхард (Німеччина, Аргентина, 1903—1990)
- Саломе Райшер (Австрії, Палестини, США, 1899—1980)
- Теодор Регеджинський (Польща, 1894—1954)
- Артуро Реджіо (Італія, 1863—1917)
- Йозеф Рейфірдж (Чехословаччина, 1909—1962)
- Людвіг Рельштаб (Німеччина, 1904—1983)
- Жорж Рено (Франція, 1893—1975)
- Самуель Решевський (Польща, США, 1911—1992)
- Пал Реті (Угорщина, 1905—1962)
- Ріхард Реті (Австро-Угорщина, Чехословаччина, 1889—1929)
- Рамон Рей Ардід (Іспанія, 1903—1988)
- Олександр Рязанцев (Росія, 1985)
- Ріблі Золтан (Угорщина, нар. 1951)
- Пабло Рікарді (Аргентина, нар. 1962)
- Айзек Райс (США, 1850—1915)
- Курт Ріхтер (Німеччина, 1900—1969)
- Антоніо Ріко (Іспанія, 1908—1988)
- Алессандра Ріглер (Італія, нар. 1961)
- Фрітц Ріманн (Німеччина, 1859—1932)
- Фридль Ріндер (Німеччина, 1905—2001)
- Хорст Ріттнер (Німеччина, нар. 1930)
- Микола Рюмін (Росія, 1908—1942)
- Жюль Арно-де-Рів'єр (Франція, 1830—1905)
- Карл Робач (Австрія, 1928—2000)
- Вальтер Робінов (Німеччина, 1867—1938)
- Рей Робсон (США, нар. 1994)
- Людвіг Родль (Німеччина, 1907—1970)
- Максим Родштейн (Ізраїль, нар. 1989)
- Ганс Репсторфф (Німеччина, 1910—1945)
- Ян Роджерс (Австралія, нар. 1960)
- Густав Рогманн (Німеччина, 1909—1947)
- Кеннет Рогофф (США, нар. 1953)
- Доріан Рогозенко (Румунія, нар. 1973)
- Іван Владимир Рогачек (Словаччина, 1909—1977)
- Кріс де Ронде (США, нар. 1959)
- Михайло Ройз (Росія, Ізраїль нар. 1983)
- Олег Романишин (Україна, нар. 1952)
- Олександр Романовський (Литва, Росія, 1880—1943)
- Петро Романовський (Росія, 1892—1964)
- Макс Ромі (Хорватія, Італія, 1893—1979)
- Кріс де Ронде (Нідерланди, Аргентина, 1912—1996)
- Катаріна Родзант (Нідерланди, 1896—1999)
- Сальму Роотаре (Естонія, 1913—1987)
- Відрік Роотаре (Естонія, нар. 1900—1985)
- Якоб Розанес (Україна/Австрія-Угорщина, Німеччина, 1842—1922)
- Бернардо Розеллі (Уругвай, нар. 1965)
- Леон Розен (Польща, США, 1869—1942)
- Андреас Розендаль (Данія, 1864—1909)
- Карл Вільгельм Розенкранц (Латвія, Росія, 1876—після 1928)
- Джейкоб Розенталь (США, 1881—1954)
- Самуель Розенталь (Польща, Франція 1837—1902)
- Лаура Росс (США, нар. 1988)
- Стефано Росселлі дель Турко (Італія, 1877—1947)
- Ектор Россетто (Аргентина, нар. 1922)
- Ніколас Россолімо (Україна, Франція, США, 1910—1975)
- Герш Ротлеві (Польща, 1889—1920)
- Ежен Руссо (Франція, бл. 1810 — бл. 1870)
- Джонатан Роусон (Шотландія, нар. 1977)
- Соломон Розенталь (Литва, Білорусь, 1890—1955)
- Едуардас Розенталіс (Литва, нар. 1963)
- Весна Рожіч (Словенія, 1987—2013)
- Жуань Луфей (Китай, нар. 1987)
- Є Ронгуанг (Китай, нар. 1963)
- Карл Рубен (Данія, нар. 1903)
- Хорхе Рубінетті (Аргентина, нар. 1945)
- Акіба Рубінштейн (Польща, Німеччина, Бельгія, 1882—1961)
- Емануель Рубінштейн (Польща, 1897—?)
- Сімон Рубінштейн (Австрія, Південна Африка, нар. 1910)
- Соломон Рубінштейн (Польща, США, 1868—1931)
- Сергій Рублевський (Росія, нар. 1974)
- Ольга Рубцова (Росія, 1909—1994)
- Йосип Рудаковський (Україна, 1914—1947)
- Людмила Руденко (Україна, Росія, 1904—1986)
- Мері Рудж (Англія, 1842—1919)
- Крістіна Радзіковська (Польща, 1931—2006)
- Микола Руднєв (Україна, Узбекистан, 1895—1944)
- Анна Рудольф (Угорщина, нар. 1987)
- Александер Рюб (Нідерланди, 1882—1959)
- Михайло Ричагов (Естонія, нар. 1967)

## С
- Освальдо Самбрана (Болівія, нар. 1981)
- Аарон Саммерскейл (Англія, нар. 1969)
- Енн Саннекс (Англія, нар. 1927)
- Чанда Сандіпан (Індія, нар. 1983)
- Петро О. Сабуров (Росія, 1835—1918)
- Петро П. Сабуров (Росія, Швейцарія, 1880—1932)
- Антоніо Сакконі (Італія, 1895—1968)
- Метью Садлер (Англія, нар. 1974)
- Дармен Садвакасов (Kazakhstan, нар. 1979)
- Еудженіо Сабадош (Угорщина, Італія, 1898—1974)
- Ласло Сабо (Угорщина, 1917—1998)
- Данкан Саттлз (Канада, нар. 1945)
- Юсоф Сафват (Іран, нар. ?)
- Костянтин Сакаєв (Росія, нар. 1974)
- Алонсо Сапата (Колумбія, нар. 1958)
- Юрій Сахаров (Україна, 1922—1981)
- Валерій Салов (Росія, нар. 1964)
- Алессандро Сальвіо (Італія, бл. 1570 — бл. 1640)
- Герш Сальве (Польща, 1862—1920)
- Сергіу Самарян (Румунія, Німеччина, 1923—1991)
- Григорій Санакоєв (Росія, нар. 1935)
- Луїс Санчес (Colombia, 1917—1981)
- Albert Sandrin Jr. (США, 1923—2004)
- Рауль Сангінетті (Аргентина, 1933—2000)
- Ентоні Сантасьєр (США, 1904—1977)
- Еммануель Сапіра (Румунія, Belgium, 1900—1943)
- Ортвін Сарапу (Естонія, Нова Зеландія, 1924—1999)
- Джонатан Сарфаті (Австралія, Нова Зеландія, нар. 1964)
- Габріел Саркісян (Вірменія, нар. 1983)
- Джейкоб Генрі Сарратт (Англія, 1772—1819)
- Джефф Сарвер (Канада, нар. 1978)
- Крішнан Сашікіран (Індія, нар. 1981)
- Станіслав Савченко (Україна, нар. 1967)
- Володимир Савон (Україна, 1940—2005)
- Д'юла Сакс (Угорщина, нар. 1951)
- Євген Свєшніков (Латвія, нар. 1950)
- Дмитро Свєтушкін (Молдова, нар. 1980)
- Петро Свідлер (Росія, нар. 1976)
- Рудольф Свідерський (Німеччина, 1878—1909)
- Йожеф Сен (Угорщина, 1805—1857)
- П'єр де Сент-Аман (Франція, 1800—1872)
- Альфонсо Серон (Іспанія, 1535—?)
- Марі Себаг (Франція, нар. 1986)
- Яссер Сейраван (Сирія, США, нар. 1960)
- Олексій Селезньов (Росія, Франція, 1888—1967)
- Лідія Семенова (Україна, нар. 1951)
- Олав Сепп (Естонія, нар. 1969)
- Едвард Серджент (Англія, 1881—1961)
- Філіп Волсінгем Серджент (Англія, 1872—1952)
- Олександр Сергєєв (Росія, 1897—1970)
- Дражен Сермек (Словенія, нар. 1969)
- Григорій Серпер (Узбекистан, США, нар. 1969)
- Роберто Сифуентес (Чилі, Нідерланди, Іспанія, 1957)
- Йожеф Сій (Угорщина, 1913—1976)
- Фелікс Сікре (Куба, 1817—1871)
- Бруно Едгар Сігейм (Німеччина, Південна Африка, 1875—1952)
- Гудмундур Сігурйонссон (Ісландія, нар. 1947)
- Джеремі Сілман (США, нар. 1954)
- Володимир Сімагін (Росія, 1919—1968)
- Альберт Сімонсон (США, 1914—1965)
- Амон Сімутове (Замбії, нар. 1982)
- Марсель Сіснієга (Мексика, нар. 1959)
- Станіслаус Сіттенфельд (Польща, Франція, 1865—1902)
- Шанталь Шоде де Сілан (Франція, 1919—2001)
- Карел Скалічка (Чехословаччина, Аргентина, 1896—1979)
- Альміра Скрипченко (Молдова, Франція, нар. 1976)
- Богдан Слива (Польща, 1922—2003)
- Сем Слоун (США, нар. 1944)
- Роман Слободян (Німеччина, нар. 1975)
- Йорн Слот (Данія, нар. 1944)
- Хорхе Сметан (Аргентина, нар. 1950)
- Ян Смітс (Нідерланди, нар. 1985)
- Ян Смейкал (Чехословаччина, нар. 1946)
- Дейвід Смердон (Австралія, нар. 1984)
- Шломо Смілтінер (Ізраїль, нар. 1915)
- Ілля Смірін (Білорусь, Ізраїль, нар. 1968)
- Павло Смірнов (Росія, нар. 1982)
- Стівен Френсіс Сміт (Канада, Англія, 1861—1928)
- Василь Смислов (Росія, 1921—2010)
- Веслі Со (Філіппіни, нар. 1993)
- Бартош Соцко (Польща, нар. 1978)
- Моніка Соцко (Польща, нар. 1978)
- Андрій Соколов (Росія, Франція, нар. 1963)
- Іван Соколов (Боснія, Нідерланди, нар. 1968)
- Олексій Сокольський (Україна, Білорусь, 1908—1969)
- Драган Солак (Сербія, нар. 1980)
- Олександр Соловцов (Росія, 1847—1923)
- Ендрю Солтіс (США, нар. 1947)
- Аріель Сорін (Аргентина, нар. 1967)
- Генна Сосонко (Росія, Нідерланди, нар. 1943)
- Віктор Султанбєєв (Росія, Бельгія, 1895—1972)
- Володимир Сурнін (Росія, США, 1875—1942)
- Жоао де Соуза Мендес (Бразилія, 1892—1969)
- Уго Спангенберг (Аргентина, нар. 1975)
- Васіл Спасов (Болгарія, нар. 1971)
- Борис Спаський (Росія, Франція, нар. 1937)
- Джонатан Спілмен (Англія, нар. 1956)
- Абрахам Спейєр (Нідерланди, 1873—1956)
- Гаролд Сондерс (Англія, 1875—1950)
- Кевін Спраггетт (Канада, нар. 1954)
- Ана Сребрніц (Словенія, нар. 1984)
- Філіпп Стамма (Сирія, Англія, Франція, 1705—1755)
- Герман Стайнер (США, 1905—1955)
- Чарлз Стенлі (Англія, США, 1819—1901)
- Нава Старр (Латвія, Канада, нар. 1949)
- Говард Стаунтон (Англія, 1810—1874)
- Майкл Стін (Англія, нар. 1953)
- Антоанета Стефанова (Болгарія, нар. 1979)
- Ханнес Стефанссон (Ісландія, нар. 1972)
- Еліас Стейн (Ельзас, Нідерланди, 1748—1812)
- Вільгельм Стейніц (Чехії, Австрії, Англії, США, 1836—1900)
- Даніель Стеллваген (Нідерланди, нар. 1987)
- Аґнес Стівенсон (Англія, до 1901—1935)
- Лара Стоск (Хорватія, нар. 1992)
- Марк Стольберг (Росія, 1922—1943)
- Зураб Стуруа (Грузія, нар. 1964)
- Олексій Суетін (Росія, 1926—2001)
- Францішек Сулік (Польща, Аргентина, Австралія, 1908—2000)
- Мір Султан-Хан (Індія, Pakistan, 1905—1966)
- Жайме Суніє Нету (Бразилія, нар. 1957)
- Еміль Сутовський (Азербайджан, Ізраїль, нар. 1977)
- Чжао Сюе (Китай, нар. 1985)
- Чжан Сяовень (Китай, нар. 1989)

## Т
- Марк Тайманов (Україна, Росія, 1926)
- Такач Шандор (Угорщина, 1893—1932)
- Михайло Таль (Латвія, 1936—1992)
- Хіонг Ліонг Тан (Індонезія, Нідерланди, нар. 1938)
- Ліан Анн Тан (Сінгапур, нар. 1947)
- Ласло Тапасто (Угорщина, Венесуела, США, 1930)
- Джеймс Тарджан (США, 1952)
- Зіґберт Тарраш (Німеччина, 1862—1934)
- Ксавери Тартаковер (Австрія, Польща, Франція, 1887—1956)
- Жан Таубенгауз (Польща, Франція, 1850—1919)
- Лев Тауссіг (Чехословаччина, 1880—?)
- Повілас Таутвайшес (Литва, США, 1916—1980)
- Ян Віллем те Колсте (Нідерланди, 1874—1936)
- Ріхард Тайхманн (Німеччина, 1868—1925)
- Оскар Теннер (Німеччина, США, 1880—1948)
- Рудольф Тешнер (Німеччина, 1922—2006)
- Віталій Тетерєв (Білорусь, нар. 1983)
- Правін Тіпсей (Індія, нар. 1959)
- Муруган Тіручелвам (Англія, нар. 1988)
- Джордж Алан Томас (Туреччина, Англія, 1881—1972)
- Джеймс Томпсон (Англія, США, 1804—1870)
- Теофілус Томпсон (США, нар. 1855)
- Тянь Тянь (Китай, нар. 1983)
- Роберт Тібенський (Чехословаччина, Словаччина 1960—2015)
- Віктор Тіц (Чехословаччина, 1859—1937)
- Ганс Тікканен (Швеція, нар. 1985)
- Ян Тімман (Нідерланди, нар. 1951)
- Герт Ян Тіммерман (Нідерланди, нар. 1956)
- Артем Тимофєєв (Росія, нар. 1985)
- Сергій Тівяков (Росія, Нідерланди, нар. 1973)
- Джонатан Тісдалл (США, Норвегія, нар. 1958)
- Владислав Ткачов (Росія, Казахстан, Франція нар. 1973)
- Міодраг Тодорчевич (Сербія, Франція, нар. 1940)
- Олександр Толуш (Росія, 1910—1969)
- Євген Томашевський (Росія, нар. 1987)
- Васіліє Томович (Чорногорія, 1906—?)
- Тон Юаньмін (Китай, нар. 1972)
- Алісе Тоніні (Італії ?)
- Веселин Топалов (Болгарія, нар. 1975)
- Еугеніо Торре (Філіппіни, нар. 1951)
- Карлос Торре (Мехіко, 1902—1978)
- Юрій Тошев (Болгарія, 1907—1974)
- Izaak Towbin (Україна, Польща, 1899—1941)
- Карел Тракслер (Чехословаччина, 1866—1936)
- Герберт Вільям Тренчард (Англія, 1857—1934)
- Франтішек Трейбал (Чехословаччина, 1882—1942)
- Карел Трейбал (Чехословаччина, 1885—1941)
- Джордж Трейсмен (США, 1881—1959)
- Петар Трифунович (Хорватія, Сербія, 1910—1980)
- Георгі Трінгов (Болгарія, 1937—2000)
- Пол Труонг (В'єтнам, США, нар. 1965)
- Сінді Тсай (США, нар. 1985)
- Леон Туган-Барановський (Польща, Німеччина, 1907—1954)
- Володимир Тукмаков (Україна, нар. 1946)
- Мирослав Турянський (Україна, США, 1912—1998)
- Йоханнес Тюрн (Естонія, 1899—1993)
- Ейб Тернер (США, 1924—1962)
- Максим Туров (Росія, нар. 1979)
- Исадор Самуель Туровер (Бельгія, США, 1892—1978)
- Теодор Тайлор (Англія, 1900—1968)
- Дімітрі Тьомкін (Канада, нар. 1977)
- Александру Тіролер (Румунія, 1891—1990)

## У
- Луїс Удеманн (США, 1854—1912)
- Сінсаку Уесуґі (Японія, нар. 1991)
- Вольфґанґ Ульманн (Німеччина, нар. 1935)
- Тудевійн Уйтумен (Монголія, нар. 1939)
- Максиміліан Уйтелкі (Угорщина/Словаччина, 1915—1979)
- Михайло Улибін (Росія, нар. 1971)
- Михайло Уманський (Росія, 1952)
- Вольфганг Унцікер (Німеччина, 1925—2006)
- Анна Ушеніна (Україна, нар. 1985)

## Ф
- Самуель Фактор (Польща, США, 1883—1949)
- Луїза Матільда Фаган (Італія, Англія, 1850—1931)
- Хуго Фехндріч (Угорщина, Австрія, 1851—1930)
- Ганс Фарні (Богемія, Швейцарія, 1874—1939)
- Вільям Фейрхерст (Англія, Шотландія, Нова Зеландія, 1903—1982)
- Саммі Фаяровіч (Німеччина, 1908—1940)
- Рафаїл Фальк (Росія, 1856—1913)
- Ернст Фалькбеєр (Австро-Угорщина, 1819—1885)
- Іштван Фазекаш (Угорщина, Чехословаччина, Англія, 1898—1967)
- Сергій Федорчук (Україна, нар. 1981)
- Олексій Федоров (Білорусь, нар. 1972)
- Джон Федорович (США, нар. 1958)
- Володимир Федосєєв (Росія, нар. 1995)
- Мовшас Фейгінс (Латвія, Аргентина, 1908—1950)
- Рафал Фейнмессер (Польща, нар. до 1906)
- Флорін Фелекан (Румунія, США, 1980)
- Вірхіліо Фенольйо (Аргентина, 1902—1990)
- Arthur Feuerstein (США, нар. 1935)
- Франсуа-Андре Данікан Філідор (Франція, 1726—1795)
- Александр Фієр (Бразилія, нар. 1988)
- Марта Ф'єрро (Еквадор, нар. 1977)
- Мирослав Філіп (Чехія, нар. 1928)
- Антон Філіппов (Узбекистан, нар. 1986)
- Рубен Файн (США, 1914—1993)
- Бен Файнгольд (США, нар. 1969)
- Джуліус Фінн (Польща, США, 1871—1931)
- Нік де Фірміан (США, нар. 1957)
- Боббі Фішер (США, Ісландія, 1943—2008)
- Александер Фішбейн (США, нар. 1968)
- Александер Флямберг (Польща, 1880—1926)
- Фред Флатов (Німеччина, Австралія, нар. 1937)
- Гленн Флір (Англія, нар. 1959)
- Ернст Флешзіг (Німеччина, 1852—1890)
- Бернгард Фляйссіг (Угорщина, Австрія, 1853—1931)
- Макс Фляйссіг (Угорщина, Австрія, 1845—після 1882)
- Янош Флеш (Угорщина, 1933—1983)
- Сало Флор (Україна, Чехословаччина, Росія, 1908—1983)
- Родріго Флорес (Чилі, 1913—2007)
- Альберто Фогельман (Аргентина, нар. 1923)
- Ян Фолтис (Чехословаччина, 1908—1952)
- Лео Форґач (Угорщина, 1881—1930)
- Форінтош Дьожьо (Угорщина, нар. 1935)
- Альберт Фокс (США, 1881—1964)
- Моріс Фокс (Україна, Канада, 1898—1988)
- Селім Франклін (Англії, США, 1814—1884)
- Сенон Франко (Парагвай, 1956)
- Майкл Фріман (Англія, Нова Зеландія, нар. 1960)
- Лоран Фрессіне (Франція, 1981)
- Сергій Фрейман (Росія, Узбекистан, 1882—1946)
- Joel Fridlizius (Швеція, 1869—1963)
- Даніель Фрідман (Латвія, Німеччина, нар. 1976)
- Фредерік Фрідель (Німеччина, нар. 1945)
- Гуннар Фрідеманн (Естонія, 1909—1943)
- Девід Фрідгуд (ПАР, Англія, нар. 1946)
- Генрик Фрідман (Польща, 1903—1942)
- Александер Фріц (Німеччина, 1857—1932)
- Мартін Северін Фром (Данія, 1828—1895)
- Ахіллес Фрідман (Польща, 1905—1940)
- Пауліно Фрідман (Польща, Аргентина, 1905—1982)
- Любомир Фтачник (Чехословаччина, Словаччина, нар. 1957)
- Андрія Фудерер (Воєводина, Бельгія, 1931—2011)
- Семен Фурман (Росія, 1920—1978)
- Івана Марія Фуртадо (Індія, 1999)
- Геза Фюштер (Угорщина, Канада, 1910—1990)
- Рой Філлінген (Норвегія, нар. 1975)

## Х
- Хішам Хамдуші (Марокко, нар. 1972)
- Рані Хамід (Бангладеш, нар. 1944)
- Йон Людвіг Хаммер (Норвегія, нар. 1990)
- Курт Хансен (Данія, нар. 1964)
- Пентала Харікрішна (Індія, нар. 1986)
- Вольфганг Хазенфусс (Латвія, нар. 1900)
- Корнель Хаваші (Угорщина, 1892—1945)
- Оскар Хаєс (Україна, Австрія, США, 1873—1928)
- Ференц Халупецький (Угорщина, 1886—1951)
- Рудольф Харузек (Угорщина, 1873—1900)
- Елеасар Хіменес (Куба, нар. 1928)
- Олександр Халіфман (Росія, нар. 1966)
- Харлов Андрій Васильович (Росія, 1968—2014)
- Абрам Хавін (Україна, 1914—1974)
- Ден Хейсман (США, нар. 1950)
- Гельбак Григорій Олександрович (Росія, 1863—1930)
- Ігор Хенкін (Росія, Німеччина, нар. 1968)
- Денис Хісматуллін (Росія, нар. 1984)
- Холмов Ратмір Дмитрович (Росія, Білорусь, Литва, 1925—2006)
- Енамул Хоссайн (Бангладеш нар. 1981)
- Йованка Хоуска (Англія, нар. 1980)
- Hsu Li Yang (Сінгапур, нар. 1972)
- Вернер Хуг (Швейцарія, нар. 1952)
- Крунослав Хулак (Хорватія, нар. 1951)
- Олександр Хузман (Україна, Ізраїль, нар. 1962)
- Карлос Хурегі[en] (Чилі, Канада, 1932—2013)
- Ніно Хурцидзе (Грузія, нар. 1975)
- Йохан Хьяртарсон (Ісландія, нар. 1963)

## Ц
- Александер Цвєтков (Болгарія, нар. 1914)
- Огнєн Цвітан (Хорватія, нар. 1961)
- Мішо Цебало (Хорватія, нар. 1945)
- Марк Цейтлін (Росія, Ізраїль, нар. 1943)
- Михайло Цейтлін (Білорусь, Росія, нар. 1947)
- Віталій Цешковський (Росія, 1944—2011)
- Чжан Цзілінь (Китай, нар. 1986)
- Ці Цзіньгуань (Китай, нар. 1947)
- Чжао Цзюнь (Китай, нар. 1986)
- Се Цзюнь (Китай, нар. 1970)
- Сюй Цзюнь (Китай, нар. 1962)
- Чжоу Цзяньчао (Китай, нар. 1988)
- Є Цзянчуань (Китай, нар. 1960)
- Отто Ціммерманн (Швейцарія, 1892—1979)
- Адольф Цінкль (Чехії, Австрії, 1871—1944)
- Еміл Ціннер (Чехословаччина, 1909—1942)
- Лео Цобель (Словаччина, 1895—1962)
- Бернард Цукерман (США, нар. 1943)
- Йоганн Цукерторт (Польща, Німеччина, Англія, 1842—1888)
- Хуан Цянь (Китай, нар. 1986)

## Ч
- Хоанг Тхань Чанг (В'єтнам, Угорщина, нар. 1980)
- Маррі Чандлер (Нова Зеландія, Англія, нар. 1960)
- Ієронім Чарновський (Польща, Франція, Австро-Угорщина, 1834—1902)
- Джу Чен (Китай, нар. 1976)
- Джованні Ченні (Італія, 1881—1957)
- Анатоль Чепурнов (Фінляндія, 1871—1942)
- Валерій Чехов (Росія, нар. 1955)
- Віталій Чеховер (Росія, 1908—1965)
- Чен Де (Китай, нар. 1949)
- Іван Чепарінов (Болгарія, нар. 1986)
- Олександр Черепков (Росія, нар. 1920)
- Моше Черняк (Польща, Ізраїль, 1910—1984)
- Zhengan Chen (США, нар. 2002)
- Ірвінг Чернев (Росія, США, 1900—1981)
- Олександр Чернін (Україна, Угорщина, нар. 1960)
- Костянтин Чернишов (Росія, нар. 1967)
- Майя Чибурданідзе (Грузія, нар. 1961)
- Михайло Чигорін (Росія, 1850—1908)
- Володимир Чучелов (Росія, Бельгія, нар. 1969)
- Славко Чічак (Чорногорія, Швеція, нар. 1969)
- Вікторія Чміліте (Литва, нар. 1983)
- Віктор Чокилтя (Румунія, 1932—1983)
- Іштван Чом (Угорщина, нар. 1940)

## Ш
- Едвард Шам'є (Англія, Франція, 1840—1892)
- У Шаобін (Сингапур, нар. 1969)
- Юй Шаотен (Китай, нар. 1979)
- Паскаль Шарбонно (Канада, нар. 1983)
- Андре Шерон (Франція, 1895—1980)
- Ісаак Шехтер ( Російська імперія →  Польща →  Ізраїль, 1905—1985)
- Ярослав Шайтар (Чехословаччина, 1921—2003)
- Іван Шаріч (Хорватія, нар. 1990)
- Золтан Шароші (Угорщина, Канада, нар. 1906)
- Еміль Шаллопп (Німеччина, 1843—1919)
- Морріс Шапіро (Литва, США, 1903—1996)
- Віллем Схелфхаут (Нідерланди, 1874—1951)
- Теодор фон Шеве (Німеччина, 1851—1922)
- Еммануїл Шіфферс (Росія, 1850—1904)
- Віллі Шлаге (Німеччина, 1888—1940)
- Карл Шлехтер (Австрія, 1874—1918)
- Роланд Шмальц (Німеччина, нар. 1974)
- Карл Фрідріх Шмід (Латвія, 1840—1897)
- Лотар Шмід (Німеччина, нар. 1928)
- Пауль Фелікс Шмідт (Естонія, Німеччина, США, 1916—1984)
- Влодзімєж Шмідт (Польща, нар. 1943)
- Людвіг Шмітт (Німеччина, нар. перед 1910)
- Вільгельм Шенманн (Німеччина, 1889—1970)
- Георг Шоріс (Німеччина, 1874—1934)
- Карл Шорн (Німеччина, 1803—1850)
- Арнольд Шоттлендер (Німеччина, 1854—1909)
- Франтішек Шуберт (Чехословаччина, 1894—1940)
- Джон Вільям Шультен (США, 1821—1875)
- Ян Шульц (Чехословаччина, 1899—1953)
- Аарон Шварцман (Аргентина, нар. 1908)
- Габріель Шварцман (Румунія, США, нар. 1976)
- Леон Шварцманн (Польща, Франція, 1887—1942)
- Полетт Шварцманн (Латвія, Франція, Аргентина, нар. 1910)
- Адольф Шварц (Угорщина, Австрія, 1836—1910)
- Жак Шварц (Австрія, 1856—1921)
- Самуель Швебер (Аргентина, нар. 1936)
- Олександр Шабалов (Латвія, США, нар. 1967)
- Грег Шахаде (США, нар. 1978)
- Дженіфер Шахаде (США, нар. 1980)
- Шамкович Леонід Олександрович (Росія, Ізраїль, США, 1923—2005)
- Гаурі Шанкар (Індія, нар. 1992)
- Сем Шенкланд (США, нар. 1991)
- Андрій Шаріязданов (Росія, нар. 1976)
- Елізабет Шонессі (Ірландія, США, нар. 1937)
- Шень Ян (Китай, нар. 1989)
- Джеймс Шервін (США, Англія, нар. 1933)
- Сергій Шипов (Росія, нар. 1966)
- Камран Ширазі (Іран, США, Франція, нар. 1952)
- Олексій Широв (Латвія, Іспанія, нар. 1972)
- Найджел Шорт (Англія, нар. 1965)
- Джексон Віппс Шовальтер (США, 1860—1935)
- Юрій Шульман (Білорусь, США, нар. 1975)
- Ілля Шумов (Росія, 1819—1881)
- Санан Сюгіров (Росія, нар. 1993)
- Рудольф Шпільман (Австрія, Швеція, 1883—1942)
- Гідеон Штальберг (Швеція, 1908—1967)
- Вільгельм фон Штамм (Латвія, ?—1905)
- Ніколаус Штанец (Австрія, нар. 1968)
- Леонід Штейн (Україна, 1934—1973)
- Ендре Штейнер (Угорщина, 1901—1944)
- Лайош Штейнер (Угорщина, Австралія 1903—1975)
- Каролі Штерк (Угорщина, 1881—1946)
- Адольф Штерн (Німеччина, 1849—1907)
- Геста Штольц (Швеція, 1904—1963)
- Леон Штольценберг (Польща, США, 1895—1974)
- Міхай Шуба (Румунія, нар. 1947)
- Младен Шубарич (Хорватія, нар. 1920)
- Шарунас Шулскіс (Литва, нар. 1972)
- Гедалі Шапіро (Польща, Ізраїль, нар. 1929)
- Саломон Шапіро (Польща, 1882—1944)
- Rudolph Sze (Китай, США, бл. 1890—1938)
- Александер Шнапік (Польща, нар. 1951)
- Абрам Шпіро (Німеччина, Польща, 1912—1943)

## Ю
- Сюй Юаньюань (Китай, нар. 1981)
- Сюй Юйхуа (Китай, нар. 1976)
- Леонід Юдасін (Росія, Ізраїль, нар. 1959)
- Михайло Юдович (Росія, 1911—1987)
- Сайдалі Юлдачев (Узбекистан, нар. 1968)
- Клаус Юнге (Чилі, Німеччина, 1924—1945)
- Отто Юнге (Чилі, Німеччина, 1887—1978)
- Петро Юрданський (Росія, 1891—1937)
- Miervaldis Jursevskis (Латвія, Канада, нар. 1921)
- Артур Юсупов (Росія, Німеччина, нар. 1960)

## Я
- Анна Якубовська (Польща, нар. 1988)
- Яна Якова (Чехія, нар. 1982)
- Егіль Якобсен (Данія, 1897—1923)
- Ернст Якобсон (Швеція, ?—?)
- Карл Яніш (Фінляндія, Росія, 1813—1872)
- Чарльз Яффе (Росія, США, 1883—1941)
- Єжи Ягельский (Польща, Німеччина, 1897—1955)
- Дмитро Яковенко (Росія, нар. 1983)
- Юрій Якович (Росія, нар. 1962)
- Лора Яковлєва (Росія, нар. 1932)
- Яндеміров Валерій Петрович (Росія, нар. 1963)[10]
- Драголюб Яношевич (Сербія, нар. 1923)
- Хаїм Яновський (Польща, Німеччина, Японія, бл. 1868—1935)
- Деніел Яновський (Польща, Канада, 1925—2000)
- Давид Яновський (Польща, Франція, 1868—1927)
- Властіміл Янса (Чехія, нар. 1942)
- Микола Ясногродський (Україна, Англія, США, 1859—1914)